# Île de la Cité
Île de la Cité este o insulă situată pe Sena, în „inima Parisului”. Este considerată leagănul antic al orașului Paris, altădată Lutetia. Ea aparție primului și celui de al patrulea arondisment al Parisului. Cronicarul Gui de Bazoches o evoca în 1190 ca fiind  „capul, inima și vlaga Parisului”.
În partea de est a insulei se află catedrala Notre-Dame.
Suprafața insulei este de circa 22,5 ha. La 1 ianuarie 2013 populația sa era de 981 de locuitori.
Acest sit este deservit de stațiile de metrou Cité și Saint-Michel.

## Istoric

### Poate fi legănul Parisului
Un mic trib galic numit Parisii trăia acolo de prin 250 î.Hr.Regiunea era bogată în pește și vânat, iar accesul de pe un mal la altul al Senei era ușurat de relativa îngustime a fluviului. Două pasarele de lemn prelungeau calea naturală nord-sud care cobora de la pasul „La Chapelle”, evitând astfel numeroasele mlaștini din vecinătate. E posibil ca o incintă galică să fi fost construită cu scopul de a proteja de asalturile dușmane cele câteva colibe rotunde din paie care adăposteau populația.
Île de la Cité se întindea pe 9 hectare, în timp ce astăzi suprafața sa totală este de 17 ha. Malul era retras cu vreo cincizeci de metri în raport cu  malurile actuale, din cauza neregularității fluviului și instabilității malurilor. În afară de aceasta, mai multe insulițe nu au fost adăugate insulei decât mai târziu.
În 52 î.Hr., după victoria lui Iulius Caesar asupra lui Vercingetorix, asistăm la nașterea Luteției. Galii s-au instalat pe insulă și au continuat să trăiască din ceea ce le oferea fluviul, prin pescuit și prin transport cu șalande, în timp ce orașul galo-roman se construia pe malul stâng al Senei.

### Nașterea Luteției

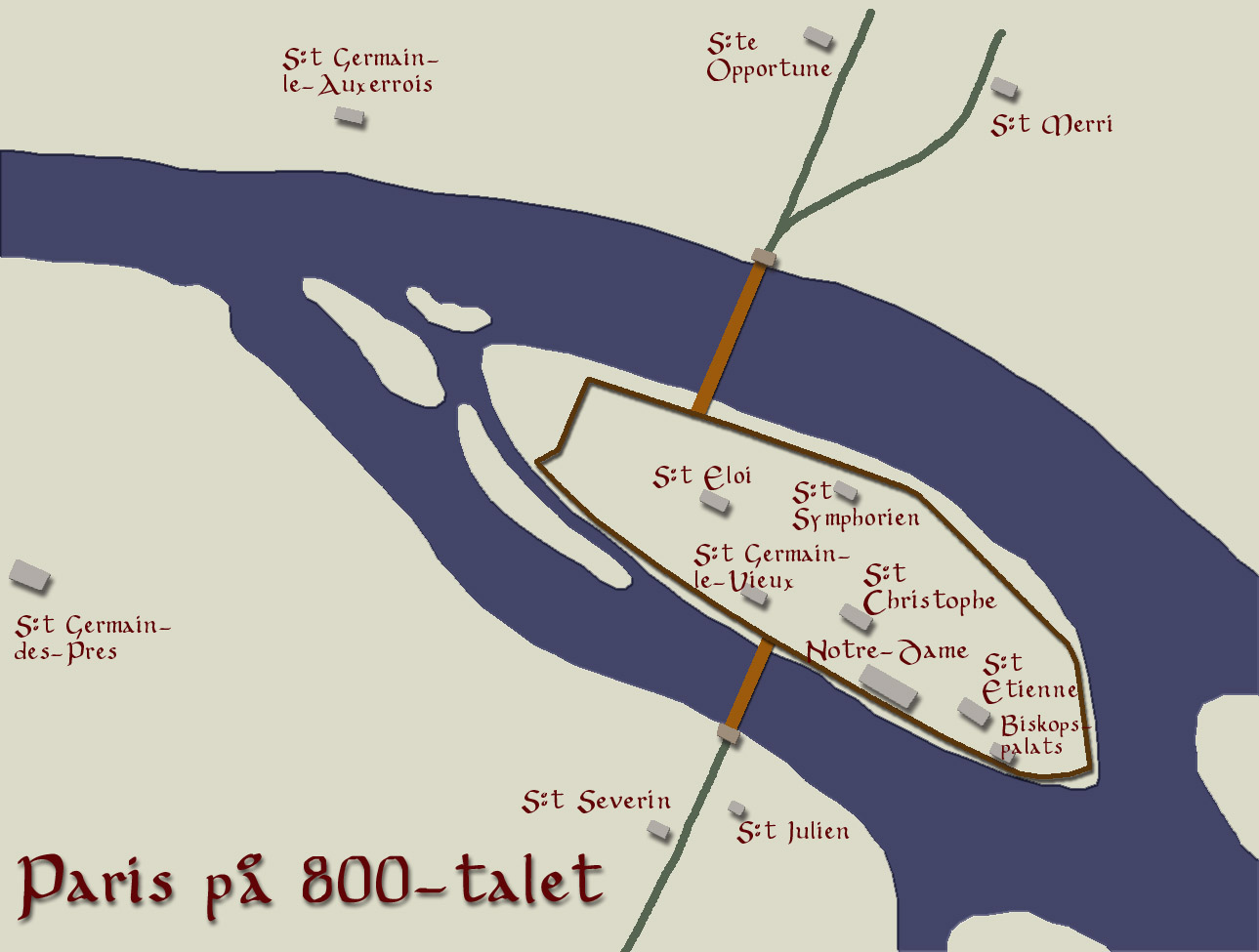
Planul Île de la Cité în secolul al IX-lea.

La începutul erei creștine, exista pe insulă un templu păgân dedicat gloriei lui Jupiter, după toate aparențele edificat de „nauți”, o bogată corporație de navigatori. În aval de insulă a fost edificat și un palat  unde își avea reședința reprezentantul Romei. Malurile au fost stabilizate, iar unele bancuri au fost reunite cu insula  pentru a se permite un traseu mai bunal străzilor de trei metri lărgime, mărginite de case construite ca la Roma, cu un etaj, din lemn și chirpici, cu acoperișuri de țiglă sau de paie. Cardo maximus traversa insula pe amplasamentul actualei rue de la Cité, reluând astfel traseul vechii căi galice, dar cu o pietruire veritabilă, formată din piatră de râu și din argilă, și acoperit cu dale de gresie. Pe această axă, vechile pasarele au lăsat locul a două poduri de lemn pe stâlpi de lemn bătuți pe fundul apei. Se estimează populația la circa 1.500. Cheiul portului Lutetia, stabilit în sud-estul insulei, a fost construit în timpul domniei lui Tiberius, la începutul secolului I d.Hr.
După fasta perioadă a începutului Imperiului Roman, primele invazii barbare, începând din 276, i-au obligat pe locuitorii din Lutetia să se refugieze, în mod regulat, pe Île de la Cité, mai ușor de apărat, în timp ce hoardele dușmane făceau ravagii la Lutetia. În timpul valului hunilor conduși de Attila, populația de pe malul stâng, însuflețită de Sfânta Genoveva, s-a revărsat pe insulă, iar la mijlocul secolului al IV-lea o incintă cu lărgimea de doi metri a fost construită la o distanță de vreo treizeci de metri de malurile Senei. Pe axa cardo  au fost străpunse două porți mari de zece metri lărgime constituite din două batante de lemn. Pe partea apuseană, Palatul devine în 357 reședința militară a cezarului Iulian care îi luase cartierele Luteției. În față se ridica o mare bazilică civilă de 70 de metri lungime pe 35 lățime, pe amplasamentul actualei piețe de flori.
În 508, Clovis, rege al francilor, a făcut din Paris capitala regatului său și s-a instalat în Palatul fostului guvern roman. Cu creștinarea, bisericile s-au multiplicat pe insulă. Vechiul templu galo-roman a fost înlocuit, între  511 și 558, printr-o mare bazilică creștină dedicată Sfântului Ștefan, primul martir, Catedrala Sfântul Ștefan, pe amplasamentul actualei Notre-Dame de Paris, una dintre capodoperele arhitecturii gotice. Incinta galo-romană a fost adusă la același nivel cu fundațiile cu scopul de a se proceda la construcția sa, după planurile bazilicilor constantiniene, ridicându-se coloane de marmură și capiteluri, fără îndoială recuperate de la vechiul templu al „nauților”. Au fost ridicate și baptisterul Saint-Jean-le-Rond și bazilica Saint-Germain-le-Vieux. Două mănăstiri feminine au fost edificate, Saint-Christophe  Saint-Martial, precum și un oratoriu din lemn dedicat Sfântului Martin. Un violent incendiu, în 586, a devastat întregul cartier comercial care se întindea de la palat până la bisericile din partea de sud-est. Chiar închisoarea, aproape de Petit-Pont, a fost distrusă, lăsând să scape prizonierii.

### Sediul puterii regale și episcopale

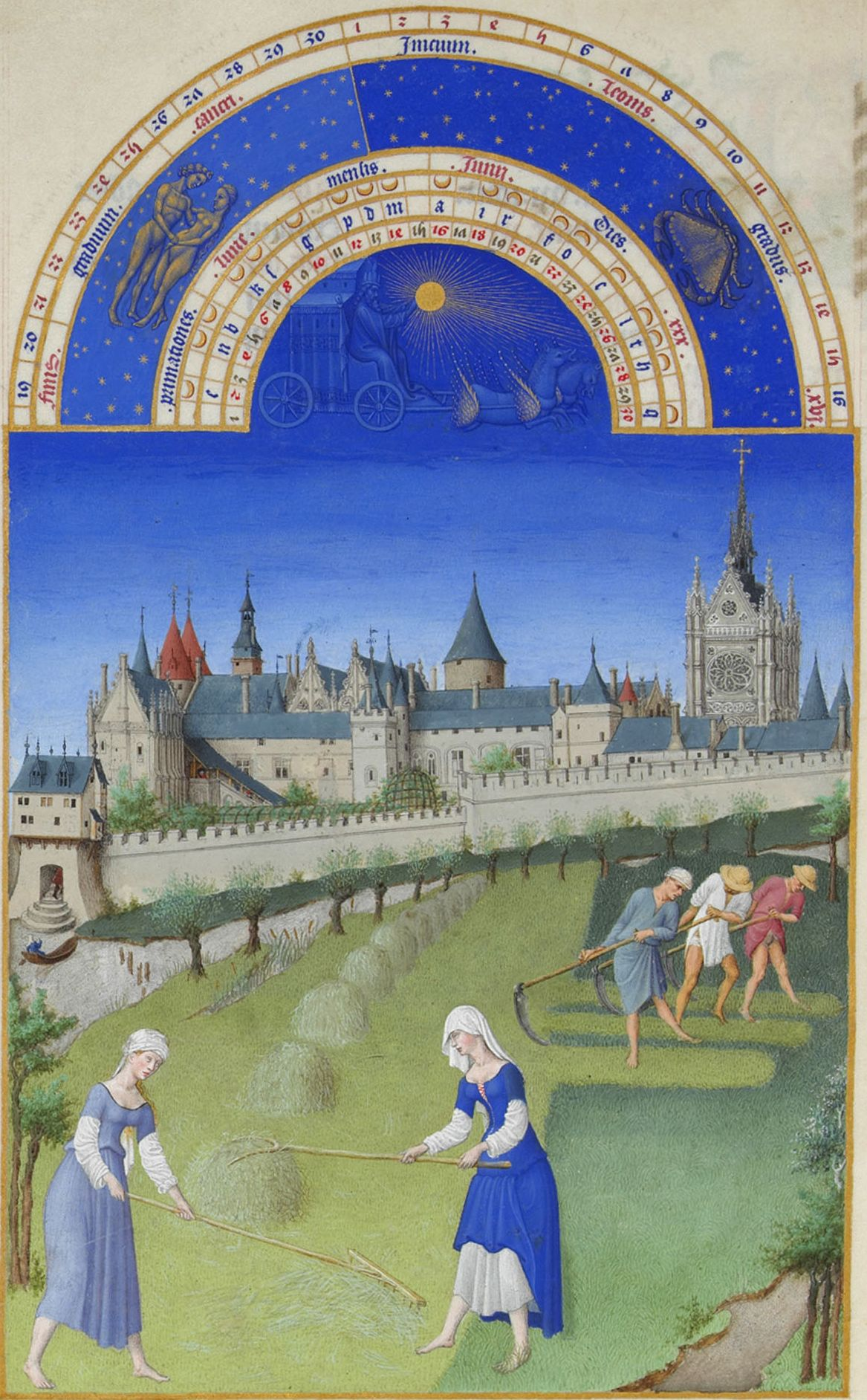
Palais de la Cité în secolul al XV-lea.

În perioada carolingiană, din 752 până în 987, viața capitalei s-a concentrat pe insulă. Dar începând cu Charlemagne, Cetatea și-a pierdut statutul de capitală, curtea deplasându-se din oraș în oraș. Jefuit, incendiat și devastat de normanzi, în trei rânduri, în 845, 856 și 861, orașul a fost slăbit. Carol Pleșuvul, în 877, a ordonat restaurarea și întărirea incintei galo-romane. Au fost construite și două turnuri mari, Petit și Grand Châtelet, cu scopul protejării accesului la poduri, cărora li s-au îngustat spațiile dintre stâlpi cu scopul de a se controla mai bine trecerea navelor. Abațiile de pe cele două maluri își construiseră capele pe insulă, cu scopul de a-și pune la adăpost tezaurul: astfel au fost ridicate Saint-Germain-le-Vieux, Sainte-Geneviève-la-Petite, Saint-Landry-des-Arcis și, în secolul următor, Saint-Barthélemy.
Când șapte sute de corăbii vikinge și patru mii de vikingi, conduși de Sigfried, s-au prezentat pe malul apusean al insulei, Gozlin, episcop al Parisului, le-a refuzat trecerea. A urmat un asediu îndelungat (885-887), care a luat sfârșit prin plecarea invadatorilor contra plății unui tribut. În afara Cetății, care a suferit din cauza îndelungatului asediu, totul a fost distrus și devastat pe cele două maluri, Contele Parisului, Eudes I al Franței / Odo a beneficiat de această relativă victorie a parizienilor și a fost ales rege al Franciei Occidentale, înlocuindu-l pe Carol cel Gros, care era acuzat că a întârziat să protejeze orașul.

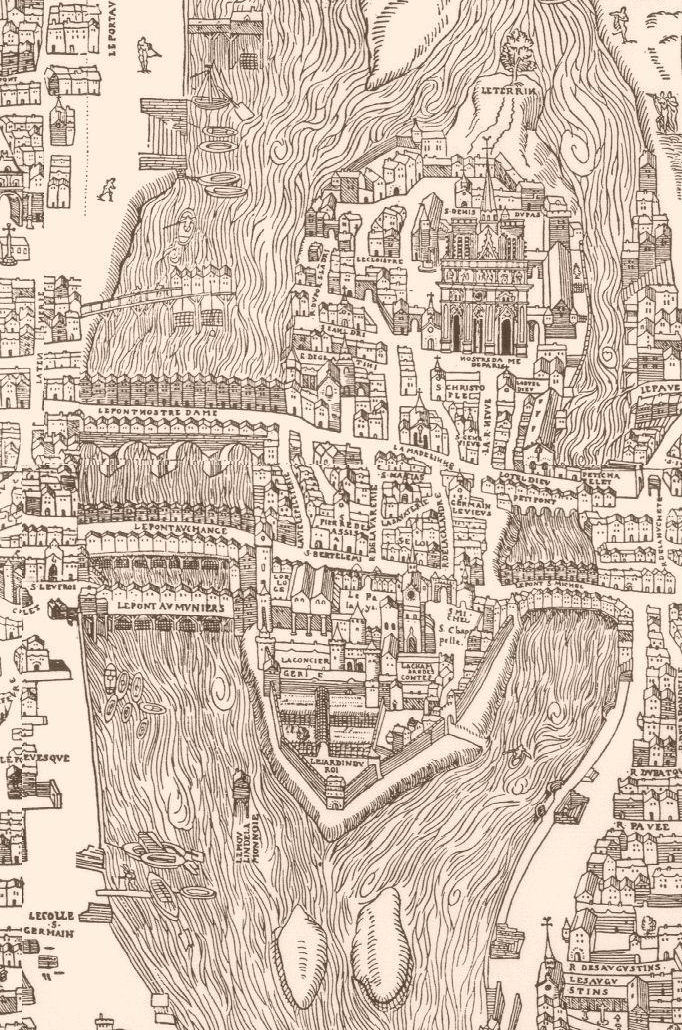
Plan numit de Bâle al Île de la Cité, în 1550.

În vreme ce ultimii Carolingieni se mulțumeau mai ales cu văile Oise sau Aisne, Robertienii, stabiliți în valea Loarei, se apropiau de Paris. Île de la Cité a devenit sediul puterii: la vest, palatul comital a devenit reședință regală, chiar dacă Hugo Capet nu l-a ocupat decât rar. Cât despre succesorii săi, aceștia au făcut modificări importante. Partea răsăriteană a fost dedicată puterii episcopale. Între cele două, cartierul comercial, în jurul pieții Palu, furnizau regelui și episcopului produse prețioase, însă populația se răspândea mai ales pe malul drept, pe care îl numeau „dincolo de Podul Mare” (în franceză: « outre Grand-Pont »).
Cetatea nu era în secolul al XI-lea decât un vast șantier, însă în 1112, regele Ludovic al VI-lea cel Gros s-a instalat în palatul Cetății, cu Parlamentul și curtea,   Curia Regis.  Pe stâlpii Podului Mare  („le Grand-Pont”) a fost construit Pont aux Meuniers („Podul Morarilor”), care a fost  înlocuit, în 1142 cu Pont-aux-Changeurs (în română, „Podul comercianților care fac troc”), care a luat, la rândul său,  numele  de Grand-Pont. În sud, Petit-Pont era și el mărginit de case și prăvălii. Vechea vulnerabilitate  a insulei a fost puternic micșorată când regele Filip August, născut și căsătorit în Palatul Cetății, a pus să se construiască, în preajma secolului al XIII-lea, pe cele două maluri ale Senei, o incintă care a închis în totalitate Cetatea. În 1163, episcopul Maurice de Sully lansase construirea catedralei Notre-Dame, în același timp când reforma organizarea parohiilor în jurul celor douăsprezece capele care se ridicau pe insulă, pentru a așeza autoritatea episcopală.

### Centrul unei capitale în creștere

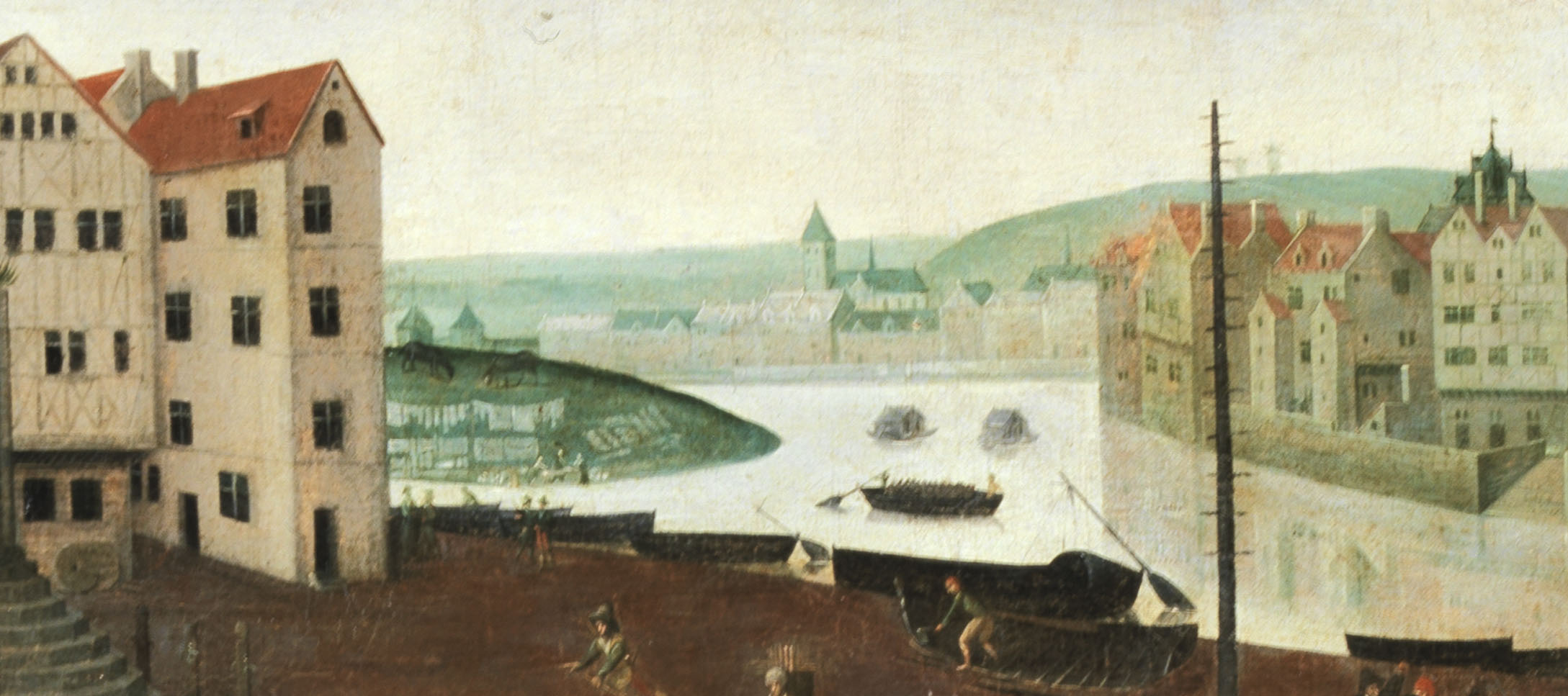
Île de la Cité (la dreapta) în 1590 sau 1593; în această epocă insula era deja foarte urbanizată (Musée Carnavalet).

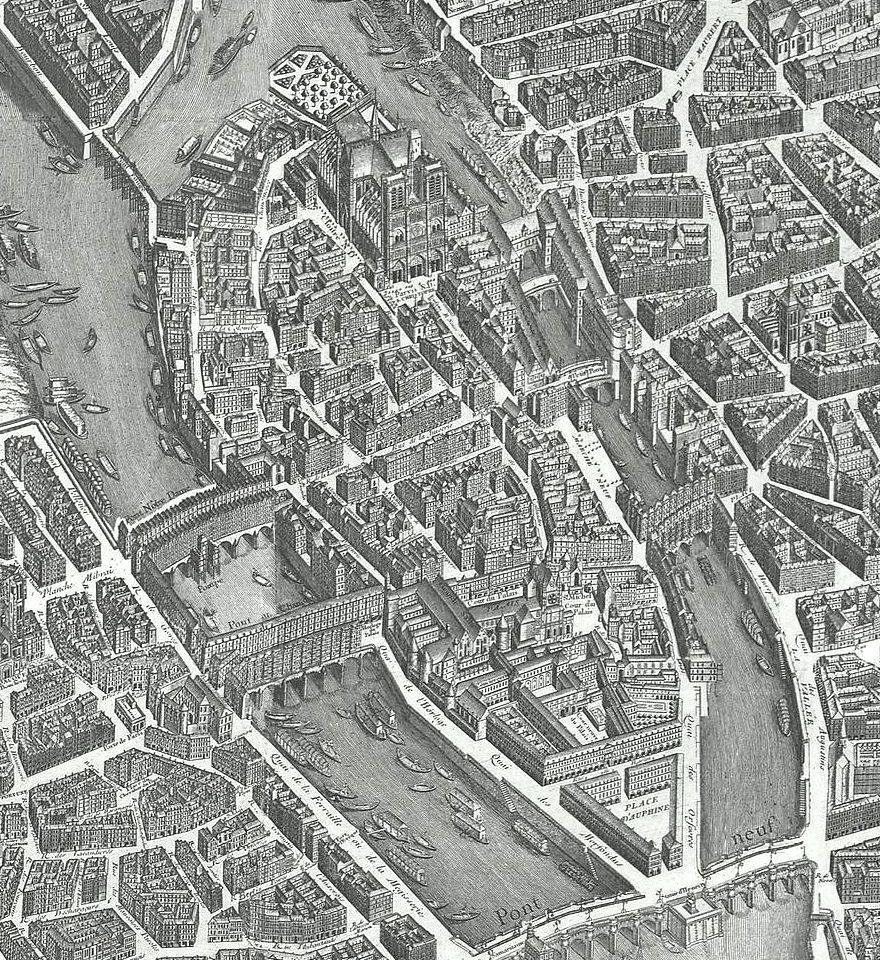
Planul lui Turgot din 1739, extras Île de la Cité.

Spre 1300, le versificatorul Guillot de Paris a compus o primă listă cu numele străzilor din Paris în Le Dit des rues de Paris. Acest document indică faptul că Parisul număra 310 de străzi, dintre care 80 în cartierul Outre-Petit-Pont (malul stâng), 36 în „Cité” și 114 în cartierul Outre-Grand-Pont (malul drept).
După mai multe măriri inițiate de Sfântul Ludovic și  de Filip cel Frumos, Palatul Cetății a fost abandonat, la decizia  regelui Carol al V-lea, de familia regală care s-a instalat la Luvru. Île de la Cité număra atunci cinci sute de case, separate de un labirint de vreo patruzeci de străzi insalubre, doar cele patru artere principale fiind pavate din timpul domniei lui Filip August. Pont-aux-Changeurs adăpostea vreo sută de negustori; pe axa sa, spre sud, podul Saint-Michel a fost construit din piatră încă din 1379, iar podul Notre-Dame a înlocuit, în 1413, vechea pasarelă denumită « planches Milbray », care succedase Podului Mare galo-roman. Accesul pe fluviu era ordonat prin prezența unor lanțuri grele care prelungeau zidurile orașului peste apă.

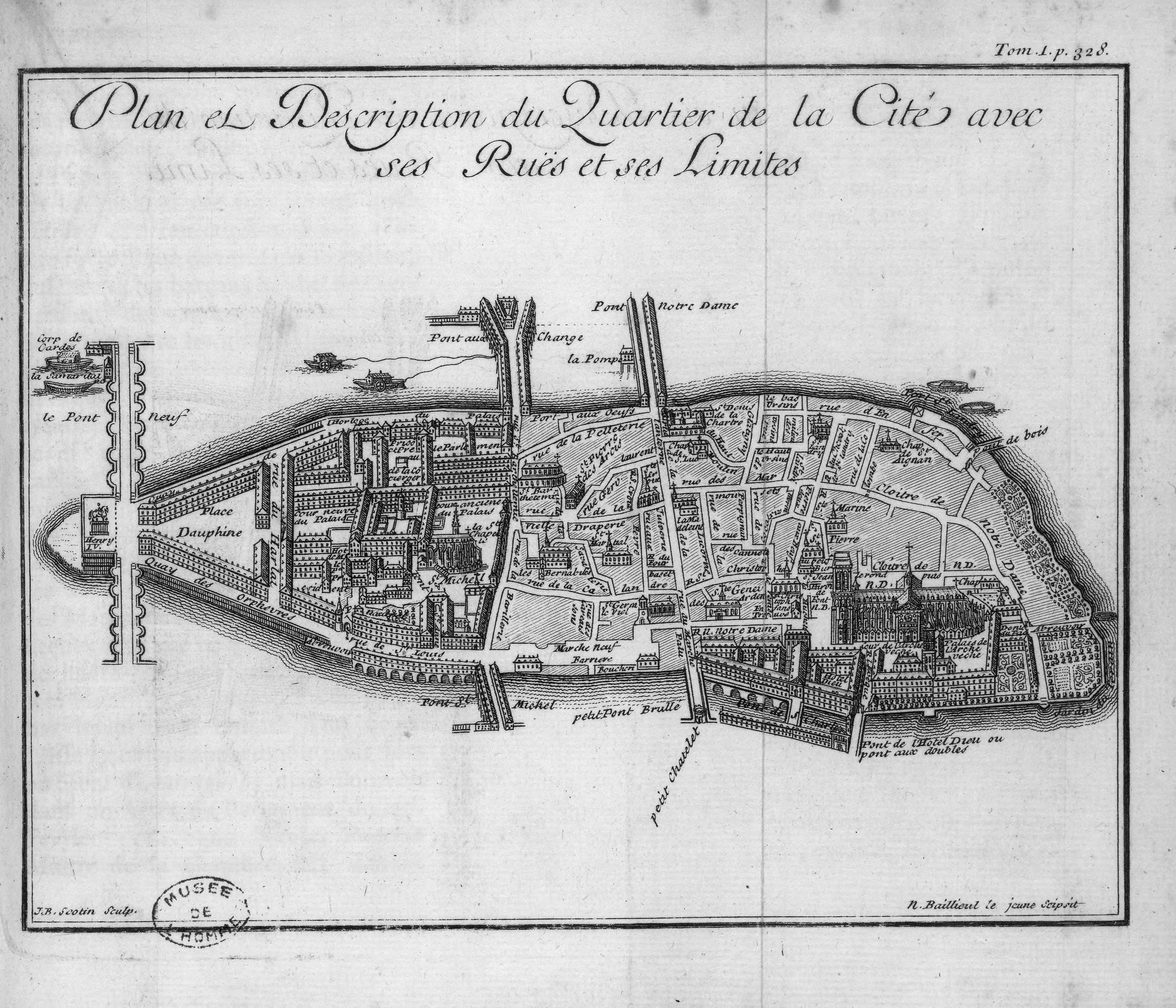
Planul insulei în secolul al XVIII-lea.

Carol al VII-lea a lăsat definitiv palatul Parlamentului. Puține schimbări au intervenit pe Île de la Cité în secolele care au urmat. În secolul al XV-lea a devenit unul dintre cele șaisprezece cartiere administrative. Henric al III-lea a hotărât în 1578 să se edifice Pont Neuf („Podul Nou”) care trebuia să unească cele două maluri ale Senei trecând prin vârful din aval al Cetății.  Insula trebuia să înceteze astfel să mai fie loc de trecere obligatoriu între cele două maluri ale fluviului și astfel dezvoltarea și transformarea insulei au încetinit. Henric al IV-lea  a terminat lucrările în 1607 și i-a încredințat președintelui Parlamentului Parisului, Achille de Harlay, sarcina să edifice un spațiu comercial în jurul viitoarei place Dauphine, după ce a unit cu Île de la Cité insulițele de la Gourdaine, du Passeur-aux-Vaches și aux Juifs. Statuia lui Henric al IV-lea a fost ridicată în 1614. S-a reconstruit și o parte din Palat care fusese devastat de un incendiu în 1618. Pont au Change a fost refăcut de Michel Villedo și Jean Androuet du Cerceau, între 1639 și 1647, cu două rânduri de case.

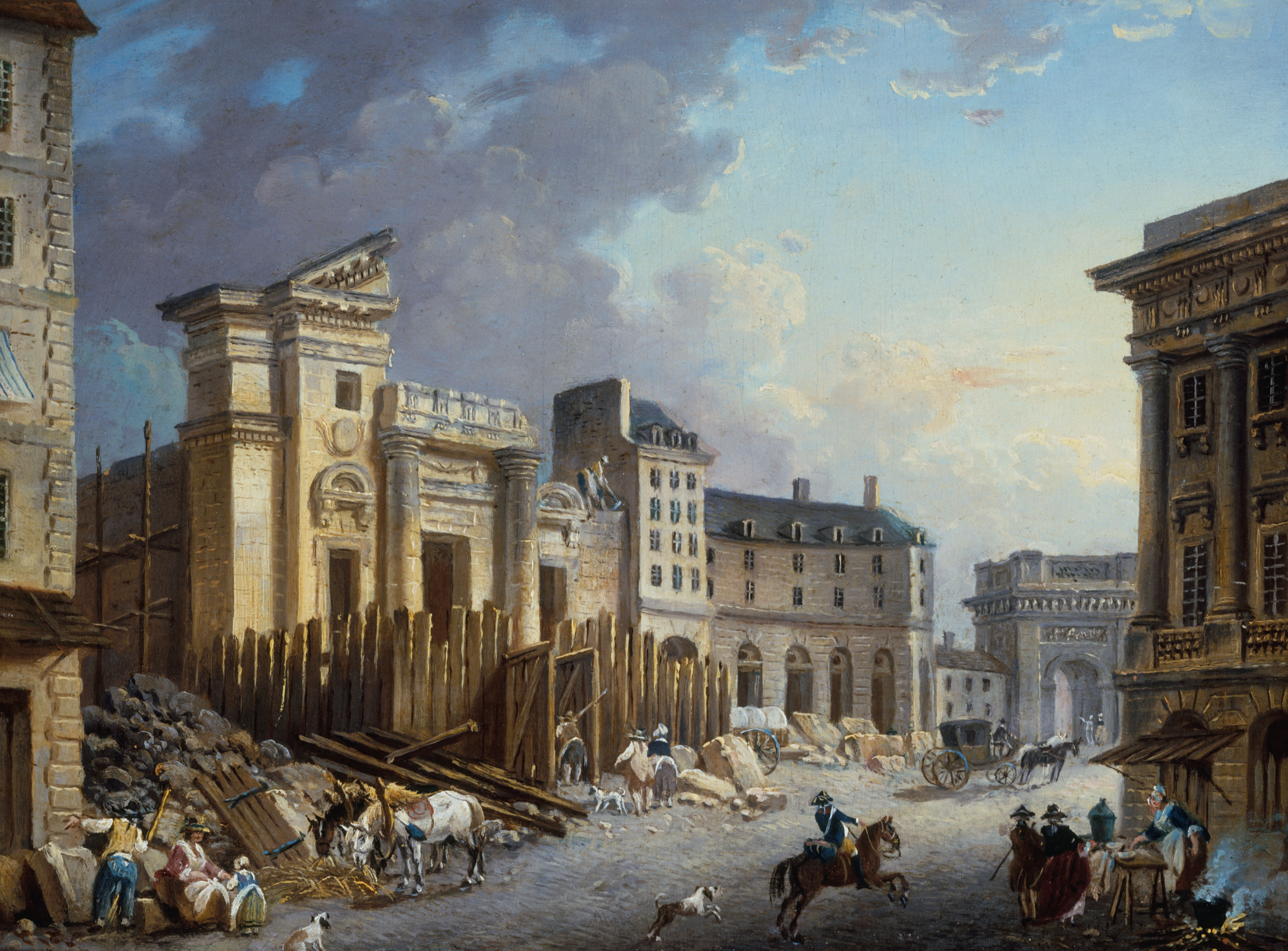
Demolarea bisericii Saint-Barthelemy din Paris în 1791 - Pierre-Antoine Demachy (Musée Carnavalet).

În secolele al XVII-lea și al XVIII-lea, Île de la Cité a fost supusă îndeosebi unor noi reguli de urbanism, rectificându-se alinierea imobilelor, impunându-se un traseu rectiliniu și modificându-se materialele și aspectul fațadelor. În ajunul Revoluției, rămâneau încă zece parohii din cele paisprezece anterioare.
În timpul Revoluției, insula purta numele de Île-de-la-Fraternité (în română: „Insula Fraternității”).
După violentele inundații din iarna 1801-1802, s-a hotărât să se centureze întrega Insulă a Cetății.  Rue de Constantine a fost străpunsă sub Ludovic-Filip, precum și rue d’Arcole care prelungea noul pont d’Arcole, înlocuind câteva străzi strâmte și infecte.

### Metamorfozele insulei în sediu administrativ și loc de turism

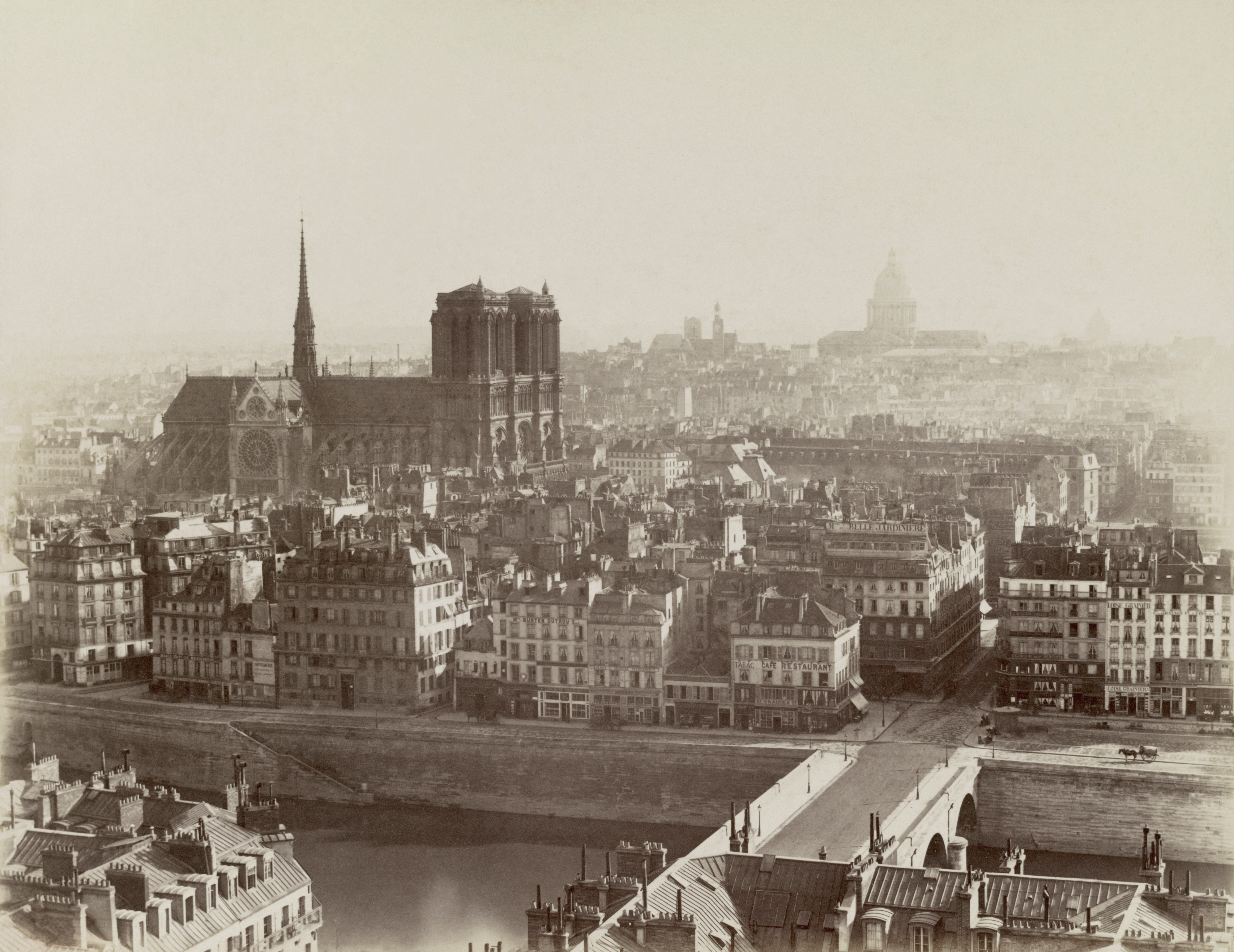
Pe această fotografie luată prin 1865, această parte a Île de la Cité, văzută dinspre turnul Saint-Jacques, are încă înfățișarea anterioară marilor transformări haussmanniene.

Numeroase proiecte au fost elaborate la mijlocul secolului al XIX-lea pentru a i se reda Insulei Cetății rolul central de la originile sale. Un fourierist care spunea că se numea Perreymond, în Études sur la ville de Paris, a fost unul dintre primii care a sugerat un vast program de reconstrucție a insulei pentru a face din ea un centru religios și cultural al capitalei, luând în considerare construirea unei opere și a unei mari biblioteci. Cât despre Viollet-le-Duc, acesta a proiectat edificarea unui mare palat episcopal în apropierea catedralei. A trebuit să se mulțumească cu reconstruirea sacristiei catedralei Notre Dame.
Însă mai ales lucrările hotărâte de baronul Haussmann au adus cea mai mare schimbare a Île de la Cité după Evul Mediu: a fost rasă toată partea compromisă dintre Palatul de Justiție și Catedrala Notre-Dame, precum și partea răsăriteană a absidei. Sute de case și numeroase bisericuțe au dispărut. Au scăpat de demolare doar două bucăți din zidul Pieței Dauphine, precum și mănăstirea Notre Dame. 25.000 de persoane au fost expulzate. Pe amplasamentul rămas liber s-a construit caserne de la Cité (în română: „cazarma Cetății”), devenită  Prefectura Poliției, și Tribunalul de Comerț. Largul gol al boulevard du Palais a înlocuit sinuoasa stradă de la Barillerie; Rue de la Cité a absorbit vechile străzi du Marché-Palu, de la Juiverie și de la Vieille-Lanterne; Rue de Lutèce a înlocuit rue de Constantine. Piața din fața catedralei Notre Dame a fost mărită de șase ori față de suprafața pe care o avea în Evul Mediu , prin demolarea Hôtel-Dieu, care a fost reconstruit între 1868 și 1875 mai la nord, și suprimarea caselor canoniale și a vreo douăzeci de sanctuare care înconjurau catedrala potrivit tradiției medievale. Aceste transformări radicale sunt și astăzi contestate și suscită vii proteste în urma dispariției pur și simplu a inimii istorice a Parisului și a istoriei sale milenare.

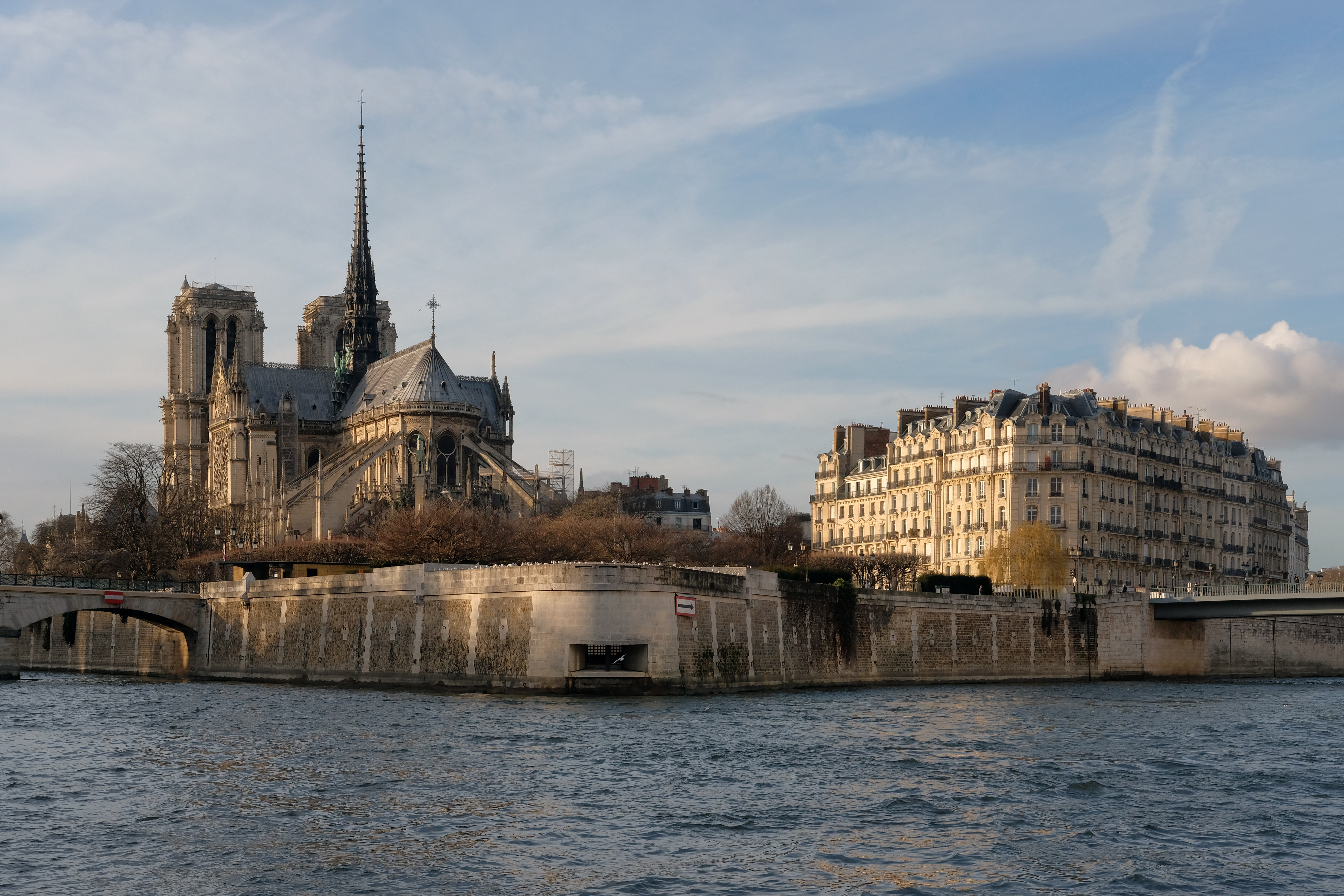
Île de la Cité, partea de est, în zilele noastre (2017).

În decembrie 2016, la cererea președintelui Republicii, Philippe Bélaval și Dominique Perrault au propus întărirea atractivității culturale și turistice a Île de la Cité. În acest cadru s-ar crea promenade și pasarele pietonale. Cour du May și  Galerie marchande du palais de justice, după plecarea tribunalului la Cité judiciaire ar deveni un mare pol public, care să permită legarea Conciergerie și Sainte-Chapelle. Curțile de la Hôtel-Dieu, de la Prefectura Poliției și de la Palatul de Justiție ar fi acoperite cu sticlă, după imaginea Luvrului.

## Geografie

Planul actual al Île de la Cité.

Île de la Cité este înconjurat de două brațe ale Senei: Brațul Mare la nord și Brațul Mic la sud. Forma sa alungită amintește de forma unui leagăn, cum subliniase Victor Hugo în Notre-Dame de Paris:
„Parisul s-a născut, cum se știe, în această veche Île de la Cité care are forma unui leagăn.”
 Încă din preistorie, lărgimea acestor două brațe era foarte schimbătoare, albia fluviului fiind redusă de prezența înălțimilor Sainte-Geneviѐve la sud și a ridicăturilor Saint-Méri și Saint-Gervais la nord.Mai mult, un mal râpos de șapte metri tăiat în platforma de calcar delimita fluviul pe partea sa dreaptă, în nord-vestul insulei. Această geografie deosebită a participat la dezvoltarea insulei favorizând comunicarea cu cele două maluri ale fluviului. Prin amenajări succesive realizate începând cu primele implantări umane și acumularea de terasamente, insula este astăzi ridicată cu opt metri în raport cu nivelul de atunci, care se constată încă în vârful actual al scuarului Vert-Galant. Această sedimentare artificială a permis protejarea insulei de umflarea apelor Senei.

### Poduri
În zilele noastre, Sena se poate trece din Île de la Cité cu ajutorul a nouă poduri, care sunt urmașele a două simple pasarele de lemn care existau din Antichitate.
Dacă au îndeplinit o funcție defensivă în timpul marilor invazii, podurile au fost și un vector esențial de circulație și de schimburi comerciale la baza dezvoltării Cetății și a întregului oraș. În epoca galo-romană apoi merovingiană, se trecea Sena cu piciorul pe Podul Mare (astăzi pont Notre-Dame) și Podul Mic, amândouă aliniate pe axa cardo maximus.
Construite din lemn, deseori în grabă și fără o reală pricepere în arta construcției de poduri, podurile au fost distruse, în mod regulat, de umflările apelor Senei, de incendii sau de atacuri dușmane. 
La sfârșitul Evului Mediu, existau cinci poduri, mărginite de locuințe și foarte incomodante. Bacuri asigurau în același timp transportul oamenilor și mărfurilor, de pe un mal pe altul.

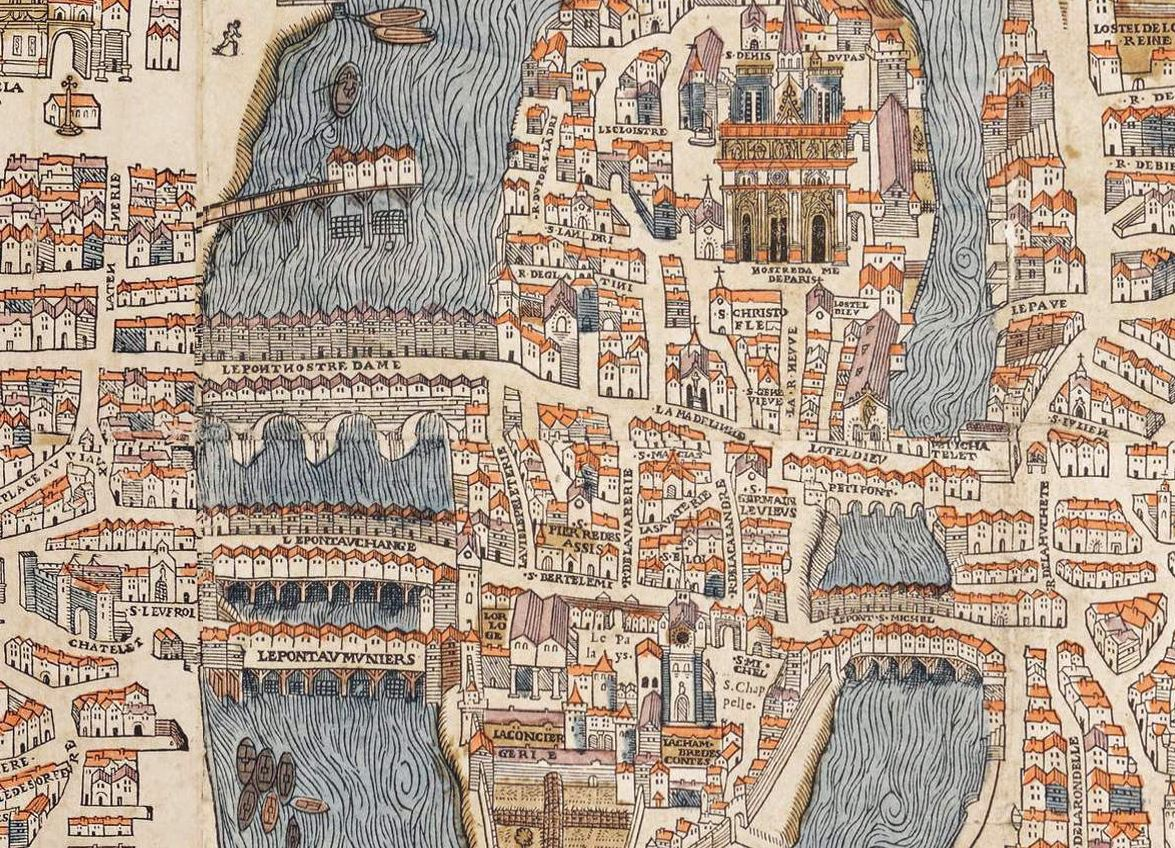
Cele 5 poduri de lemn cu case (1550)

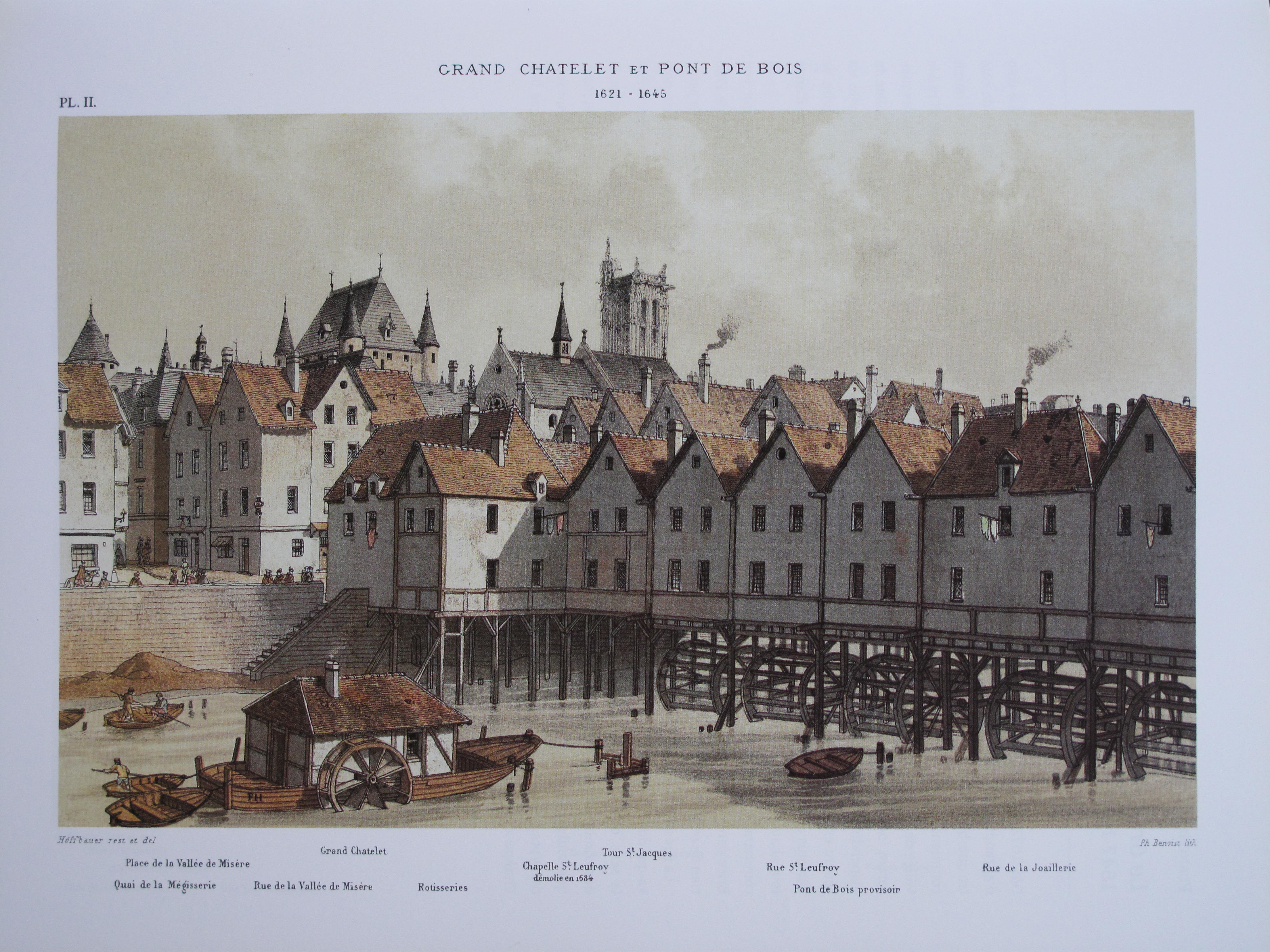
Pod de lemn cu case (1580)

In Evul Mediu insula „Ile de la Cité“ era legată de restul orașului prin următoarele 5 poduri de lemn cu case din lemn:

- Petit Pont (peste brațul drept al Senei) 

- Pont Saint Michel (peste brațul dept al Senei) 

- Pont Notre Dame (peste brațul stȃng al Senei) 

- Pont au Change (peste brațul stȃng al Senei) 

- Pont aux Meniers (peste brațul stȃng al Senei) 

Din cauza pericolului permanent de surpare a podurilor și de incendiu a caselor de lemn, spre sfȃrșitul secolului al XVIII-lea s-a interzis construcția de case pe poduri. Ulterior s-au înlocuit toate podurile de lemn cu poduri din materiale mai stabile.
Printre acele 9 poduri care leagă Île de la Cité de restul orașului:
- doar Pont Neuf[26] traversează cele două brațe (Grand bras și Petit bras), permițând să se lege malul drept de malul stâng, trecând prin vârful de vest al insulei;

Pont Neuf şi partea occidentală a insulei
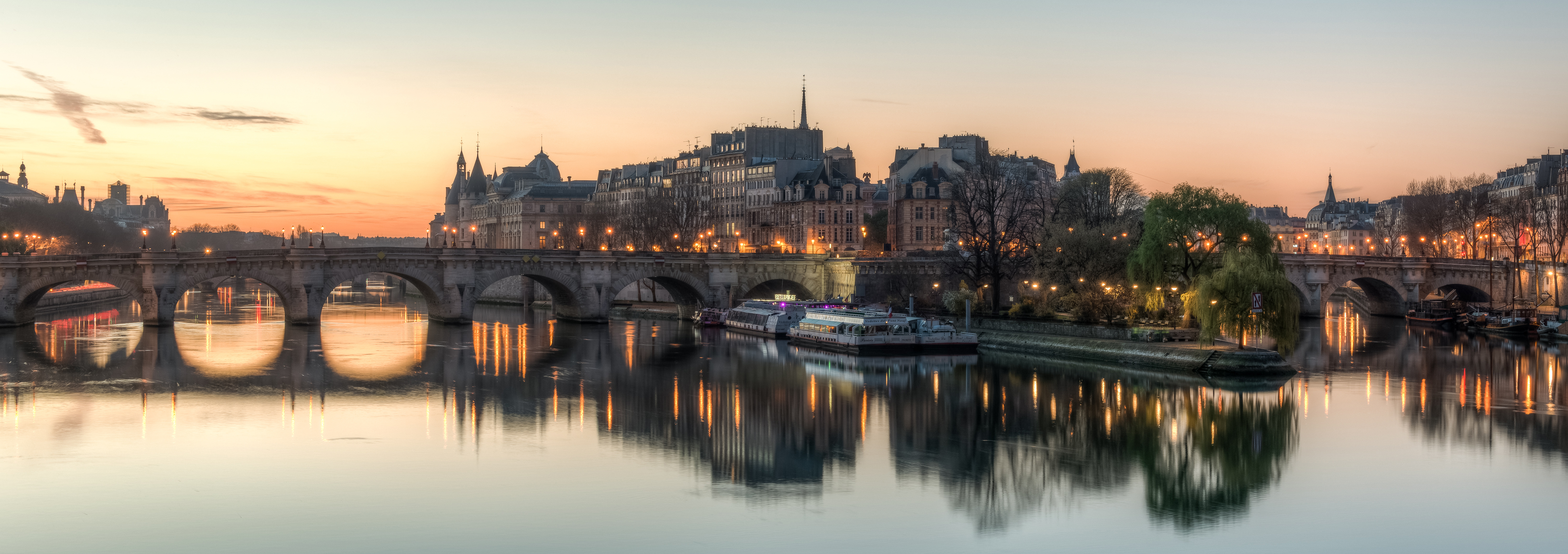
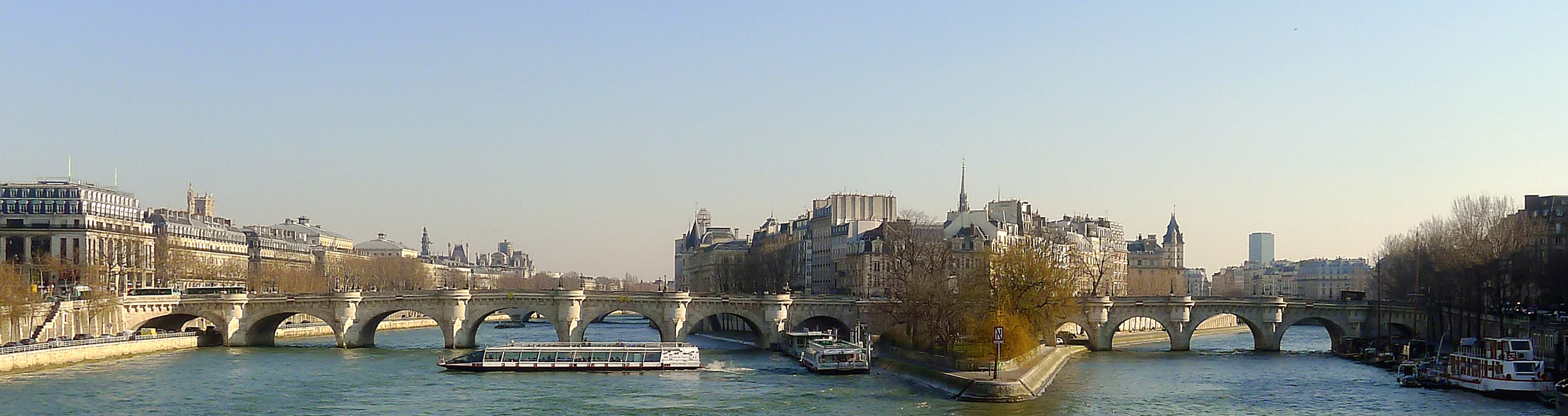

- Trei lucrări leagă insula de malul drept traversând peste Grand bras:
  - pont au Change,
  - pont Notre-Dame,
  - pont d’Arcole.

Podul Notre-Dame: arcadă de piatră, în partea dinspre Île de la Cité
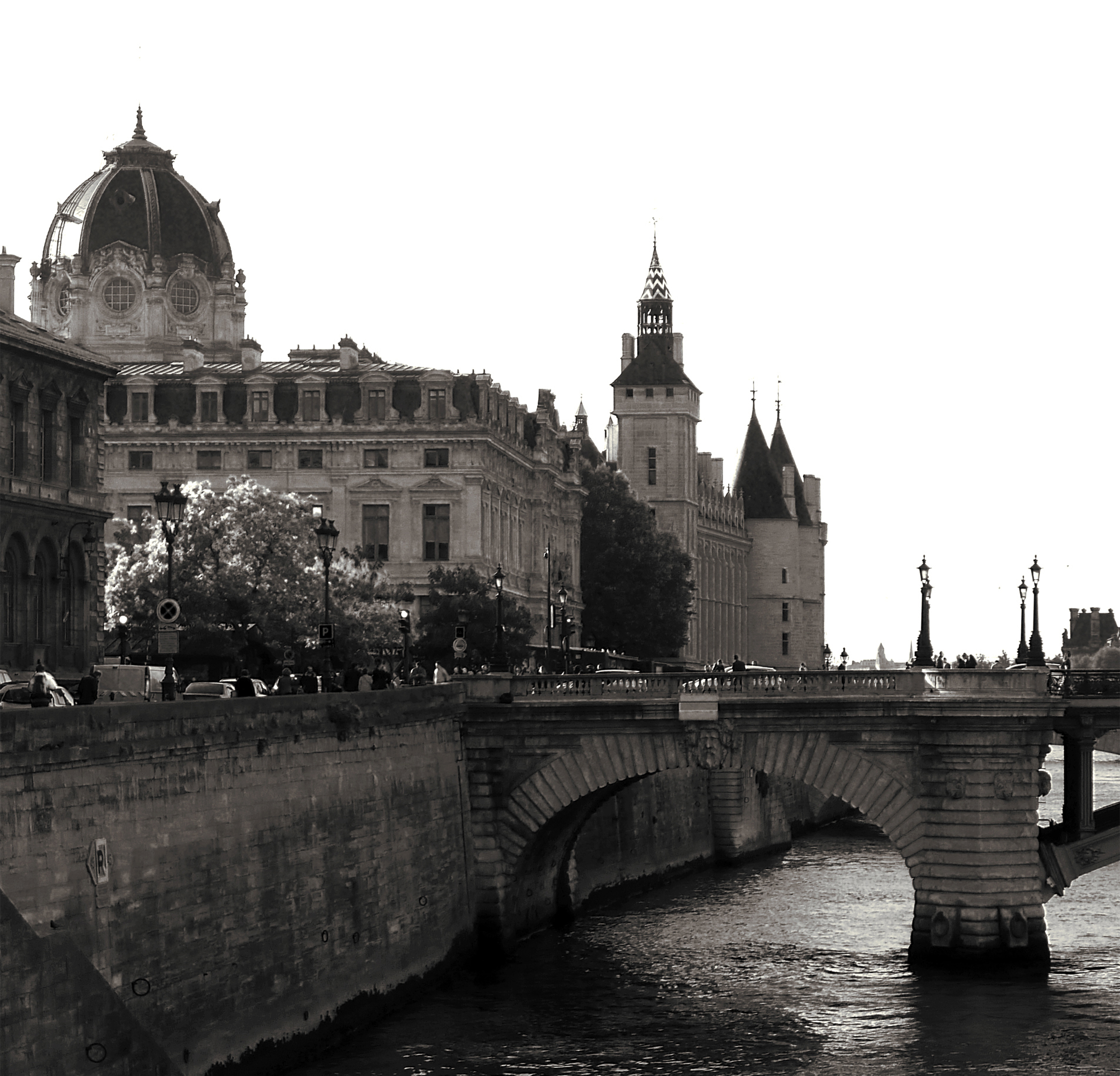

- Patru poduri leagă insula de malul stâng traversând peste Petit bras:
  - pont Saint-Michel,
  - petit-Pont,
  - pont au Double,
  - pont de l’Archevêché.

Pont de l’Archevêché peste „Petit bras” şi partea orientală a insulei
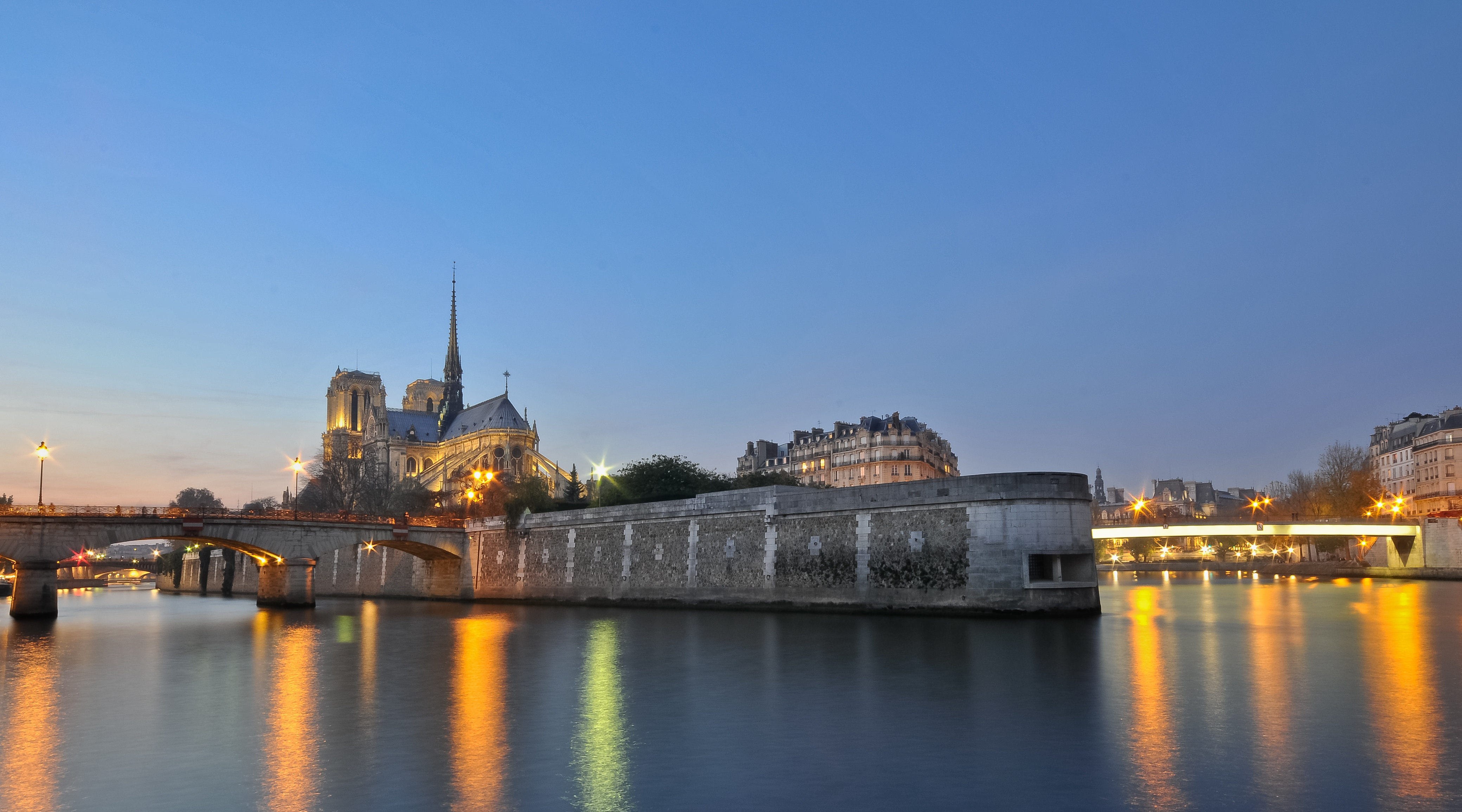

- În sfârșit, un singur pod, pont Saint-Louis, permite accesul pe Île Saint-Louis (în română: „Insula Saint Louis”).

### Piețe și spații verzi

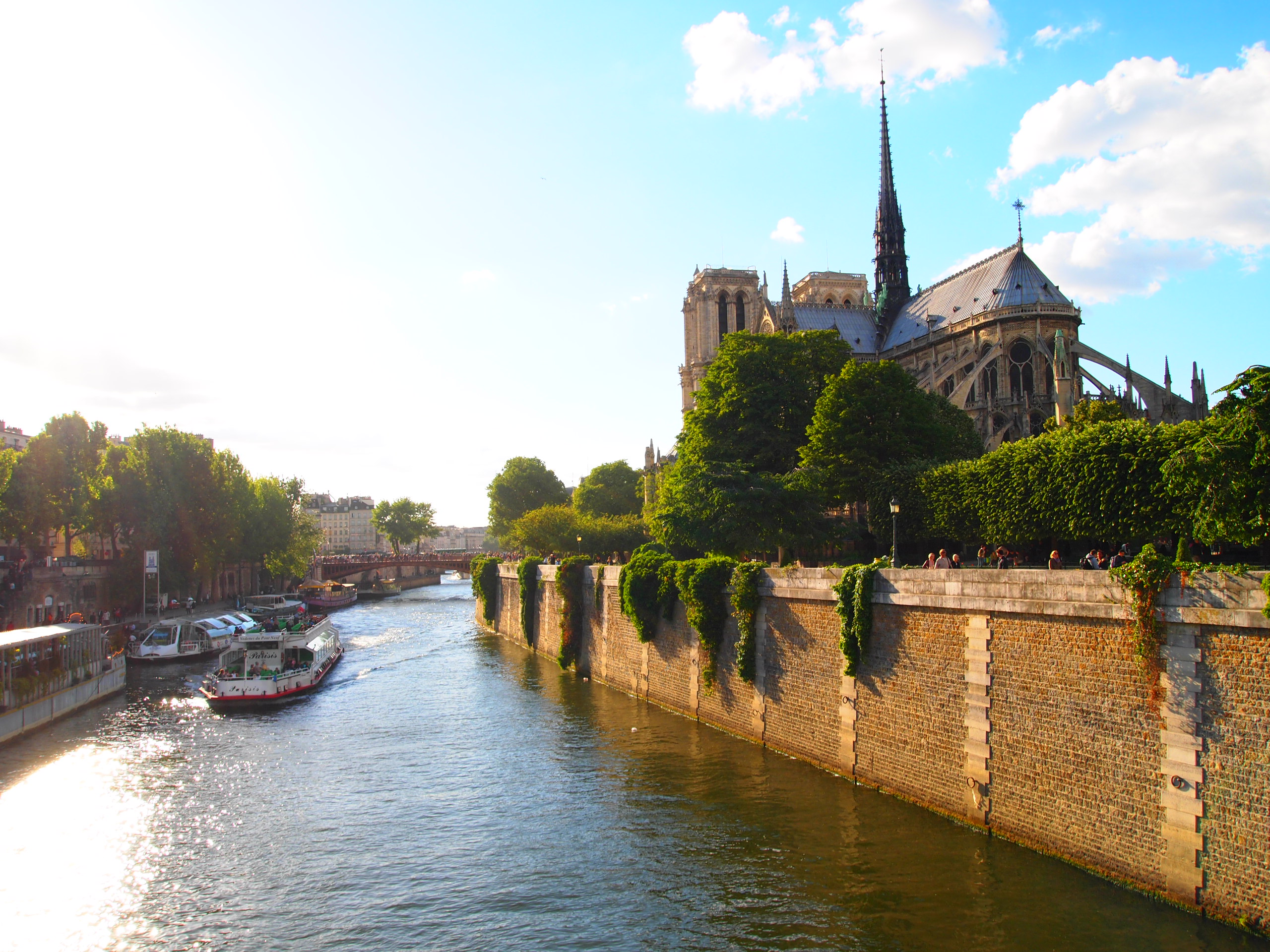
Scuarul Ioan al XXIII-lea şi Notre-Dame, văzute de pe podul Arhiepiscopiei (în franceză: Pont de l'Archevêché).

Până în secolul al XIX-lea, Île de la Cité nu era decât un labirint de străduțe cu clădiri pe ambele laturi. Doar Grădina Palatului Cetății, în vârful occidental, deschidea, de la domnia Sfântului Ludovic, un spațiu de verdeață, până la edificara, în 1578, a Podului Nou (le Pont Neuf): mai multe tunele de verdeață cu un leagăn spaliere care spijineau butuci de viță de vie.
În zilele noastre, insula posedă patru spații verzi: square du Vert-Galant pe vârful de vest, square de l’Île-de-France pe vârful de est, square de la Place-Dauphine și, în jurul Catedralei Notre-Dame, jardin de la place Jean-Paul-II (mai demult jardin de la place du Parvis-Notre-Dame), square Jean-XXIII (mai demult square de l’Archevêché), cărora li se poate adăuga jardinet de la rue des Ursins. 
Acestor scuaruri li se pot adăuga patru piețe: place du Pont-Neuf, place Dauphine (în spatele Palatului de Justiție),  « parvis Notre-Dame - place Jean-Paul-II » (mai demult place du Parvis-Notre-Dame), și place Louis-Lépine, unde se află piața de flori și de păsări.

### Serviciul de drumuri
Drumurile actuale, străzi, piețe și cheiuri, de pe Île de la Cité, sunt puțin numeroase față de numărul ridicat de străduțe strâmte și noroioase care existau din Evul Mediu până la mijlocul secolului al XIX-lea. În număr de vreo douăzeci în prezent, în 1300 erau patruzeci și trei.

#### Cheiurile
Cgeiurile insulei sunt împărțite în șase tranșe: 
- la nord, cheiurile de l’Horloge, de la Corse, și aux Fleurs,
- la sud, cheiurile des Orfèvres și du Marché-Neuf,
- la est, quai de l’Archevêché.

#### Străzi
În afară de allée Célestin-Hennion, boulevard du Palais și promenade Maurice-Carême, Insula cuprinde încă vreo zece străzi:
- rue Henri-Robert (între Piața Pont-Neuf și Piața Dauphine)
- rue de Harlay (în spatele Palatului de Justiție)
- rue de Lutèce
- rue de la Cité
- rue d’Arcole
- rue du Cloître-Notre-Dame
- rue Massillon
- rue Chanoinesse
- rue de la Colombe
- rue des Ursins
- rue des Chantres

## Clădiri remarcabile

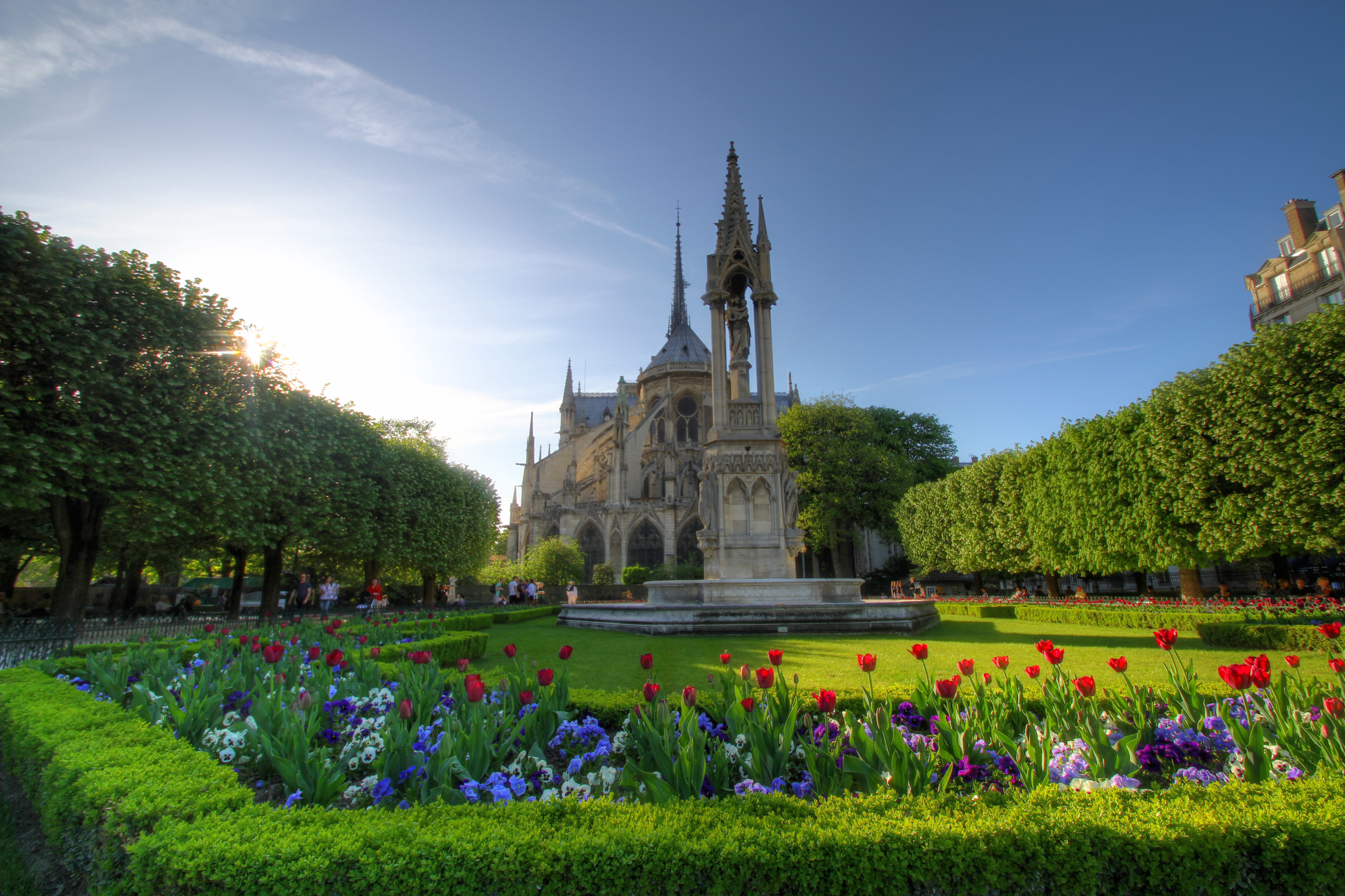
Catedrala Notre-Dame văzută dinspre Scuarul Ioan al XXIII-lea.

Două clădiri din epoca medievală sunt vestigii ale « palais de la Cité »:
- închisoarea Conciergerie
- Sainte-Chapelle, construită la cererea lui Ludovic al IX-lea (datând din 1245).

Tot pe Insulă se află și:
- Catedrala Notre-Dame, fondată în 1163
- Prefectura de Poliție
- Palatul de Justiție
- Hôtel-Dieu
- Tribunalul de Comerț
- Memorialul Martirilor Deportați, construit între 1954 și 1964 de arhitectul Georges-Henri Pingusson.[28]

## Galerie de imagini

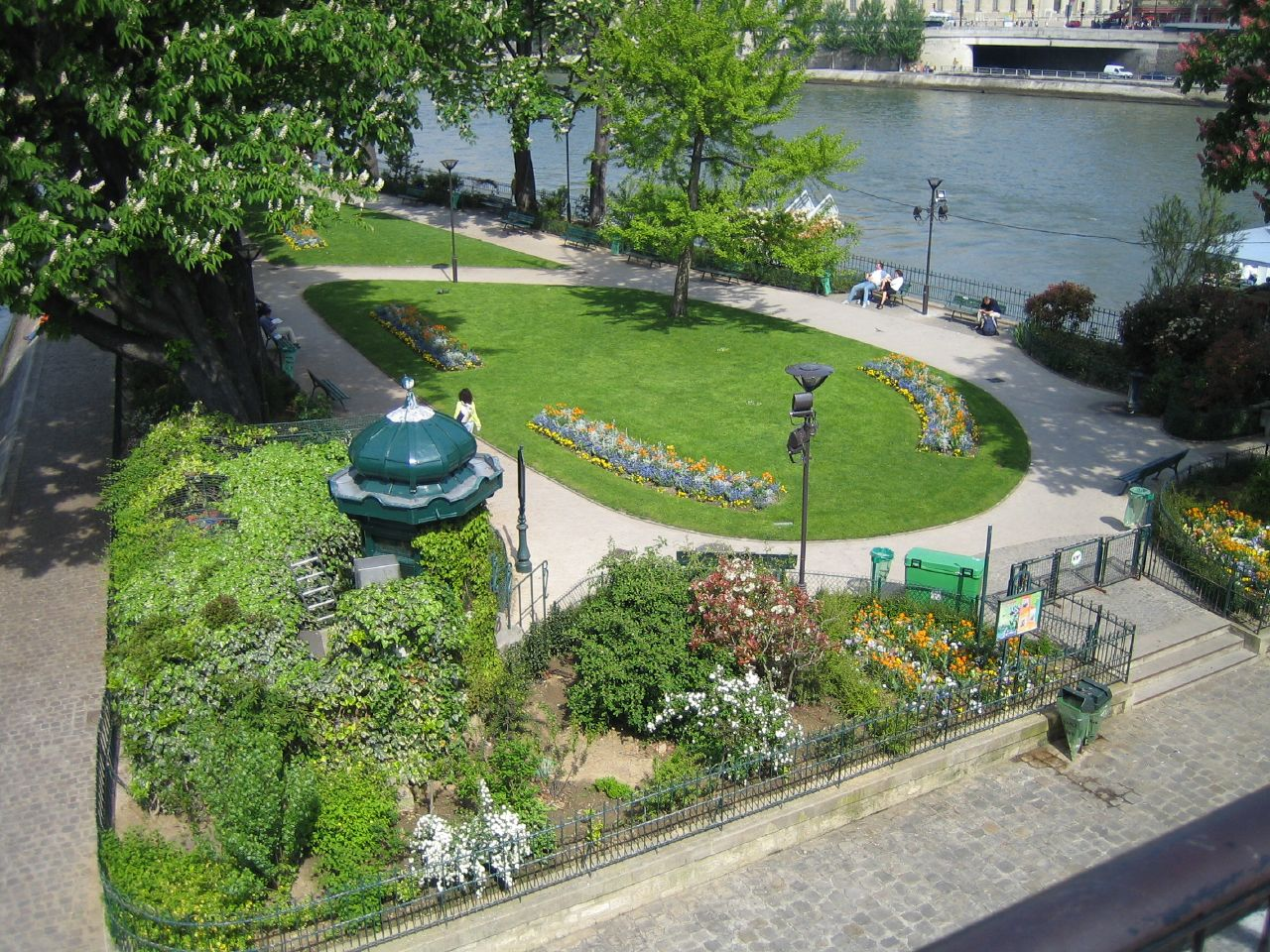
Square du Vert-Galant
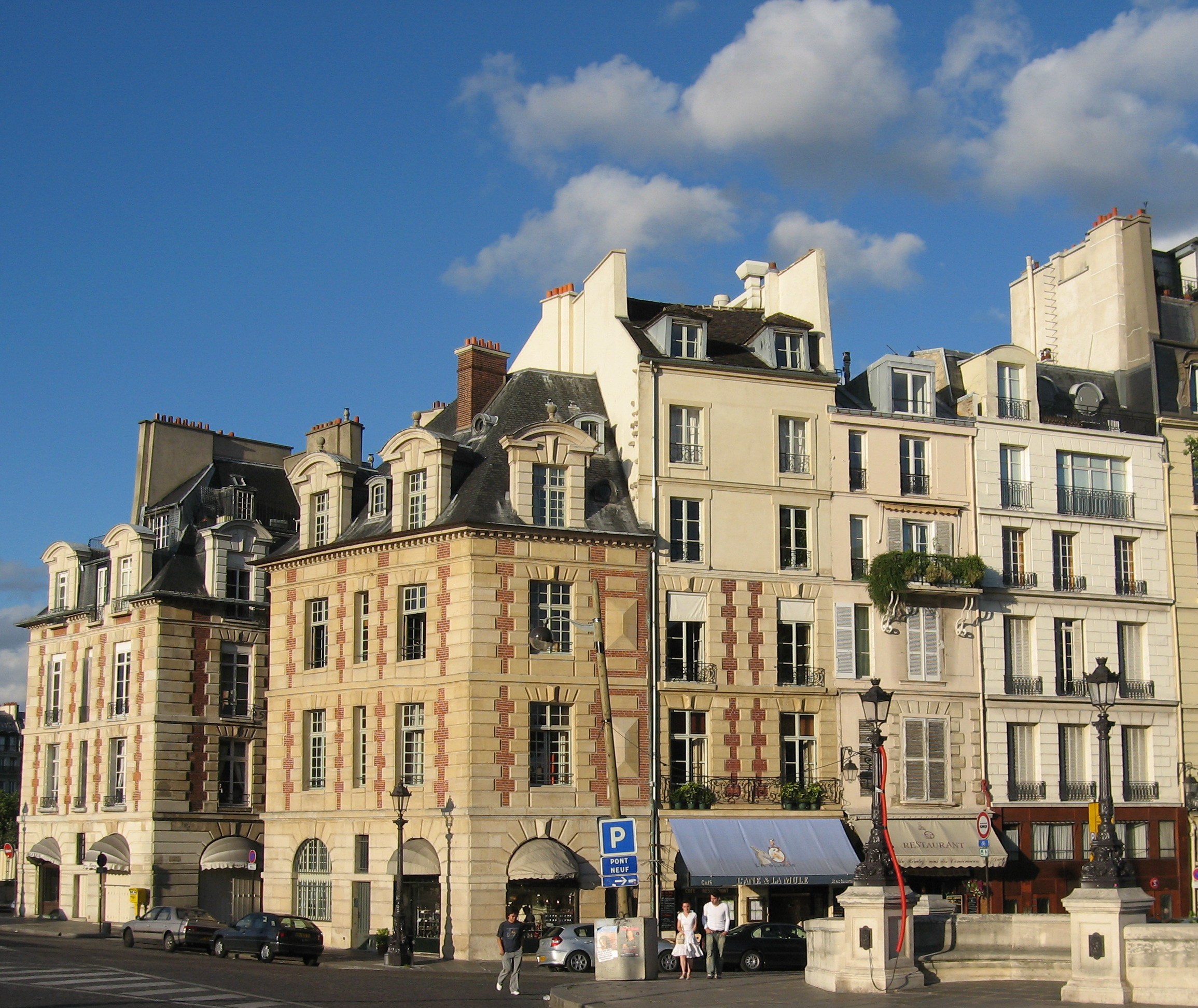
Clădiri din extremitatea occidentală a Insulei
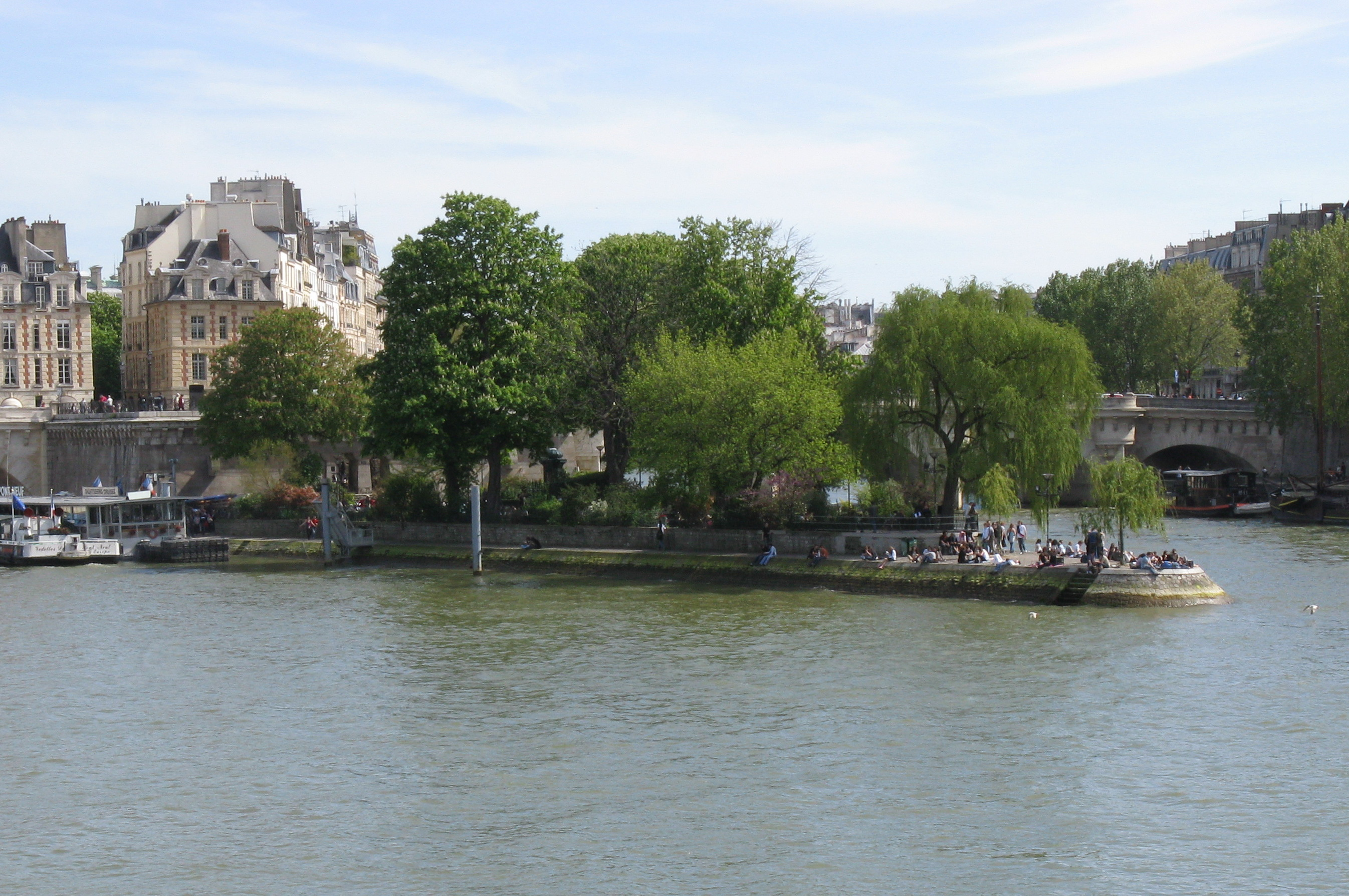
Square du Vert-Galant (extremitatea occidentală a Insulei)
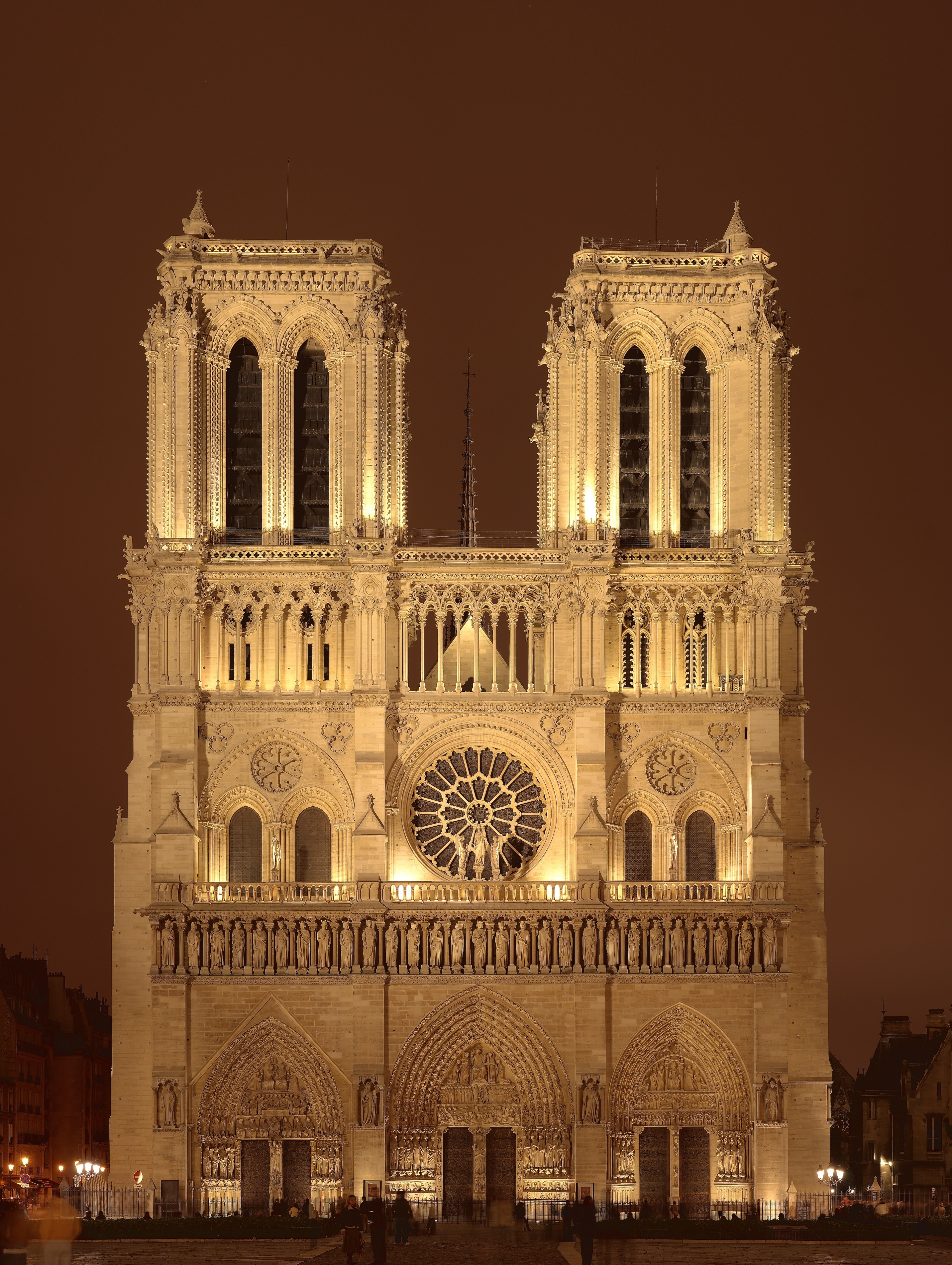
Faţada catedralei Notre-Dame de Paris
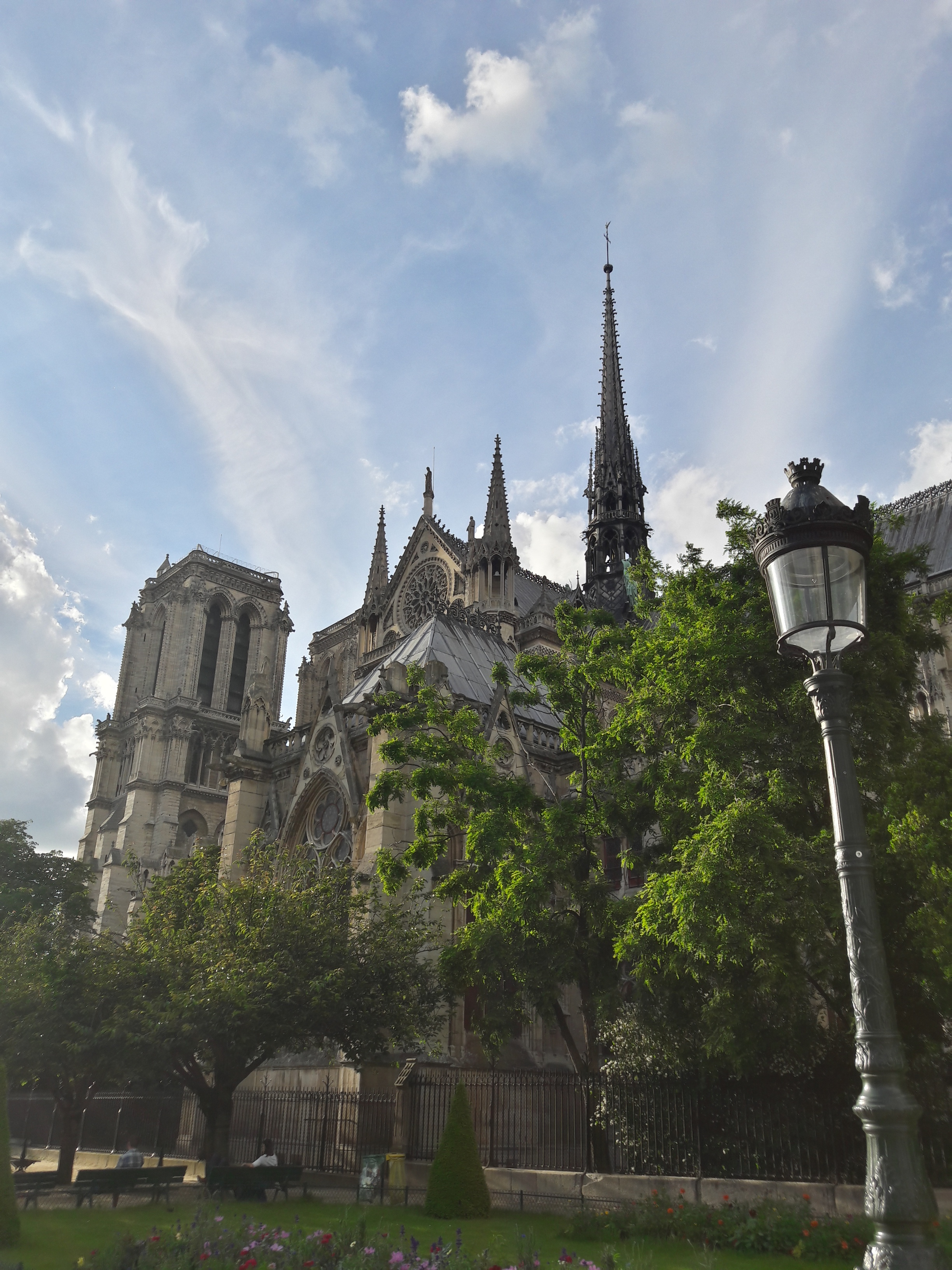
Faţada de sud a catedralei Notre-Dame
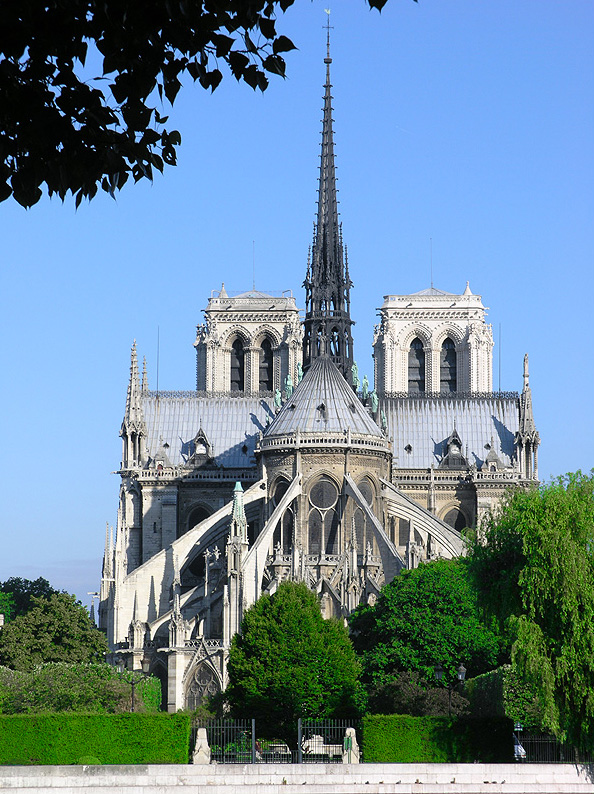
Catedrala Notre-Dame de Paris văzută din est
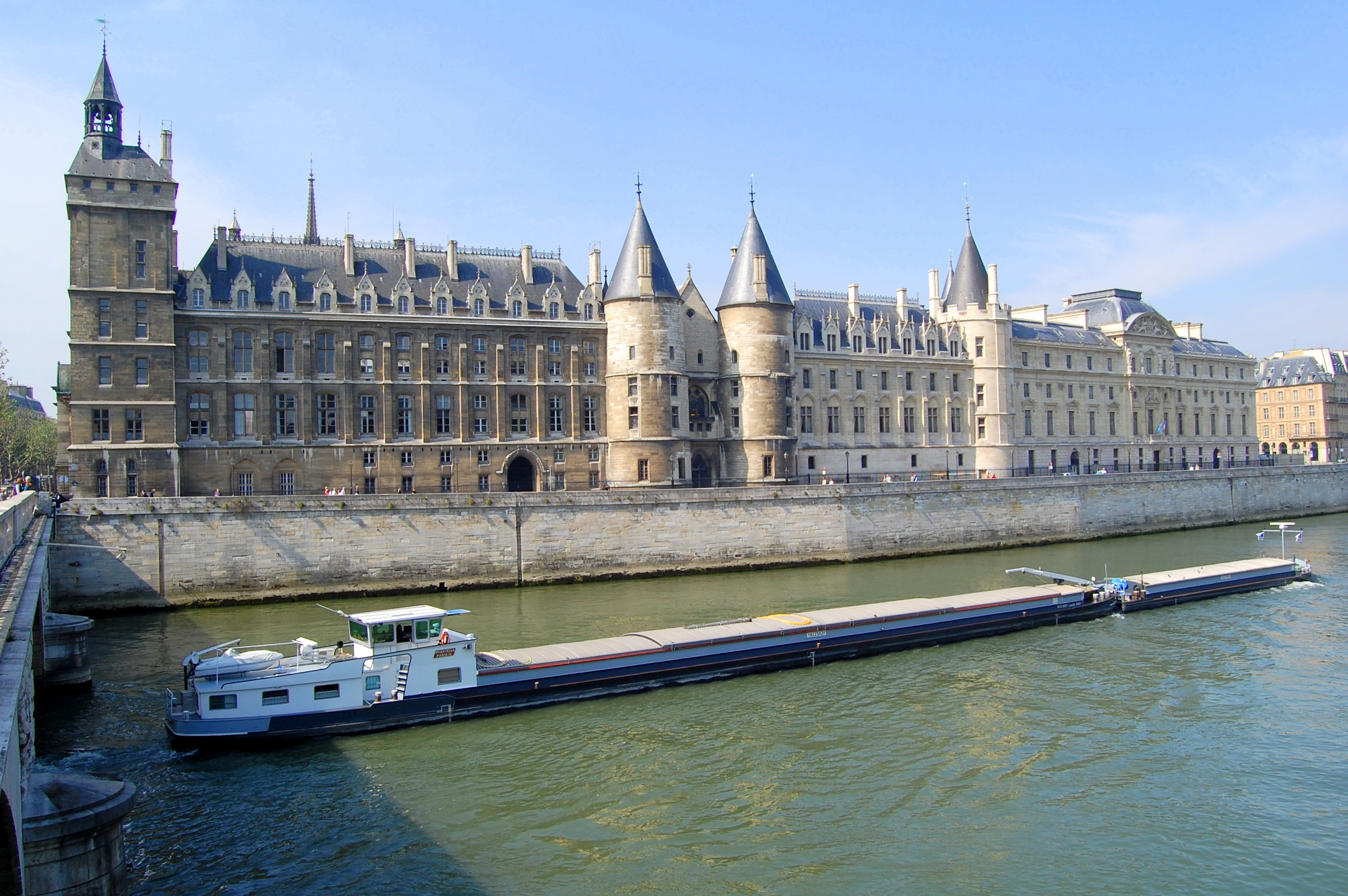
Conciergerie, dinspre Sena
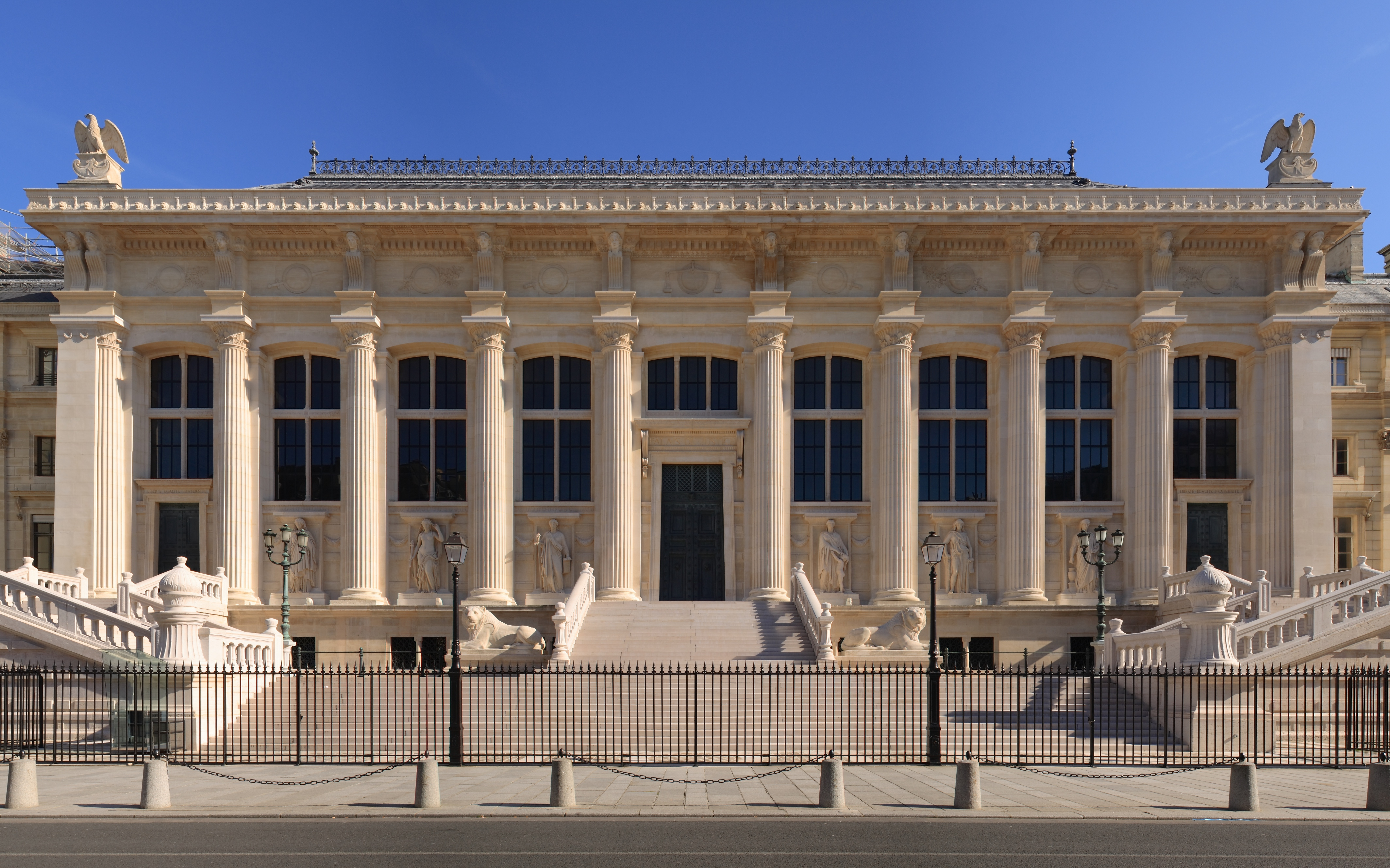
Palais de Justice, dinspre rue de Harlay
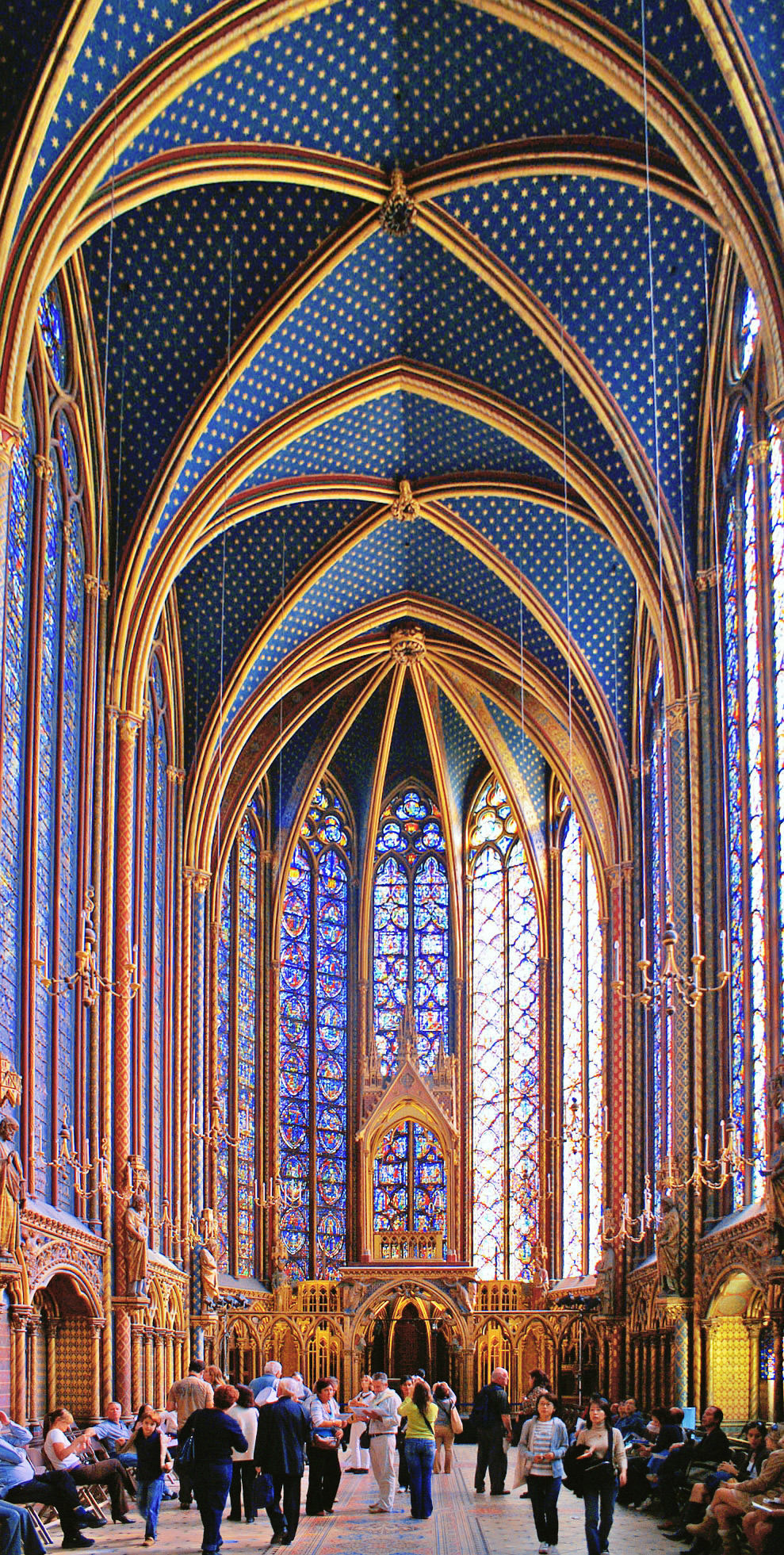
Sainte-Chapelle
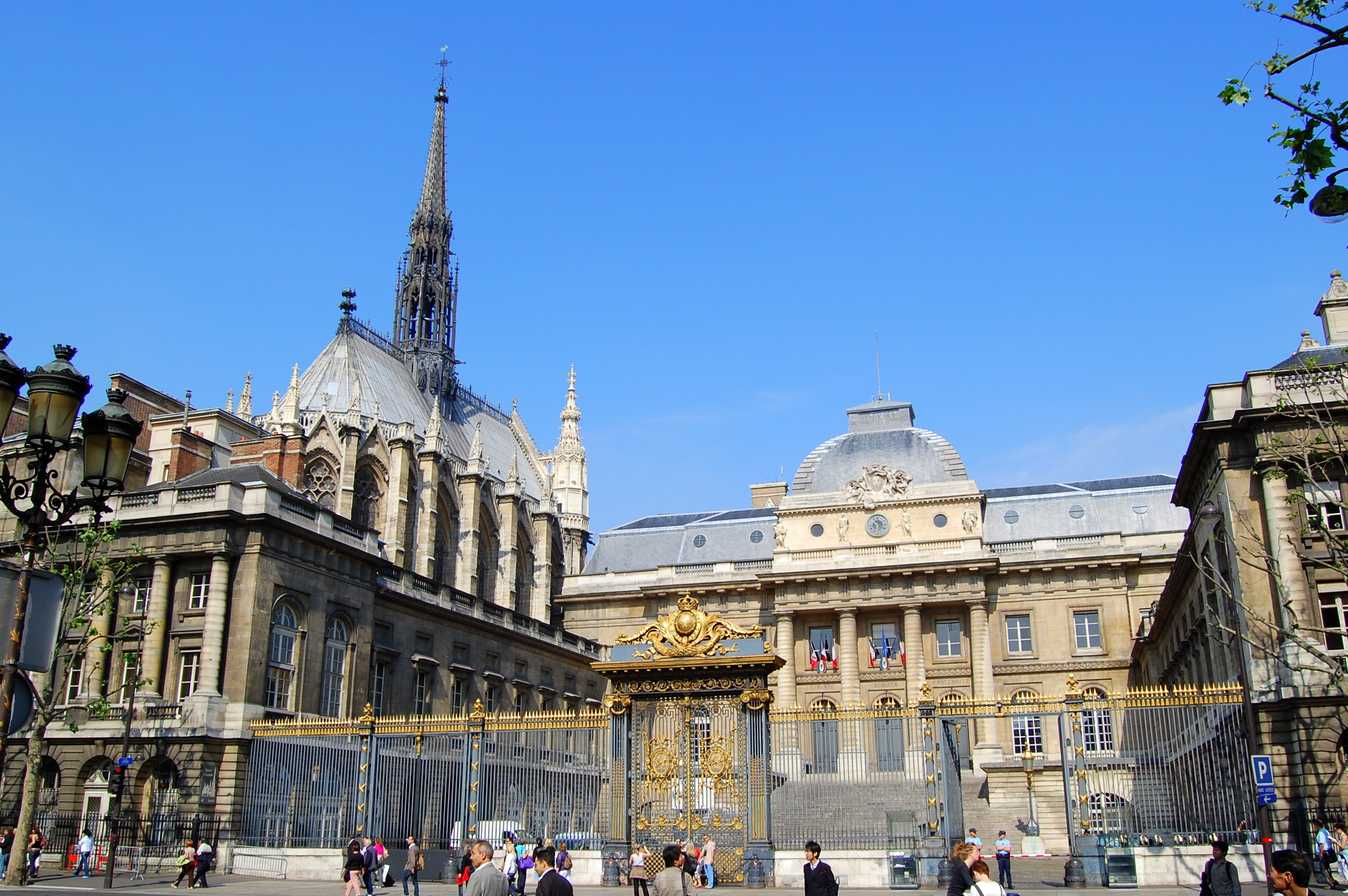
Palais de Justice "cour du Mai"
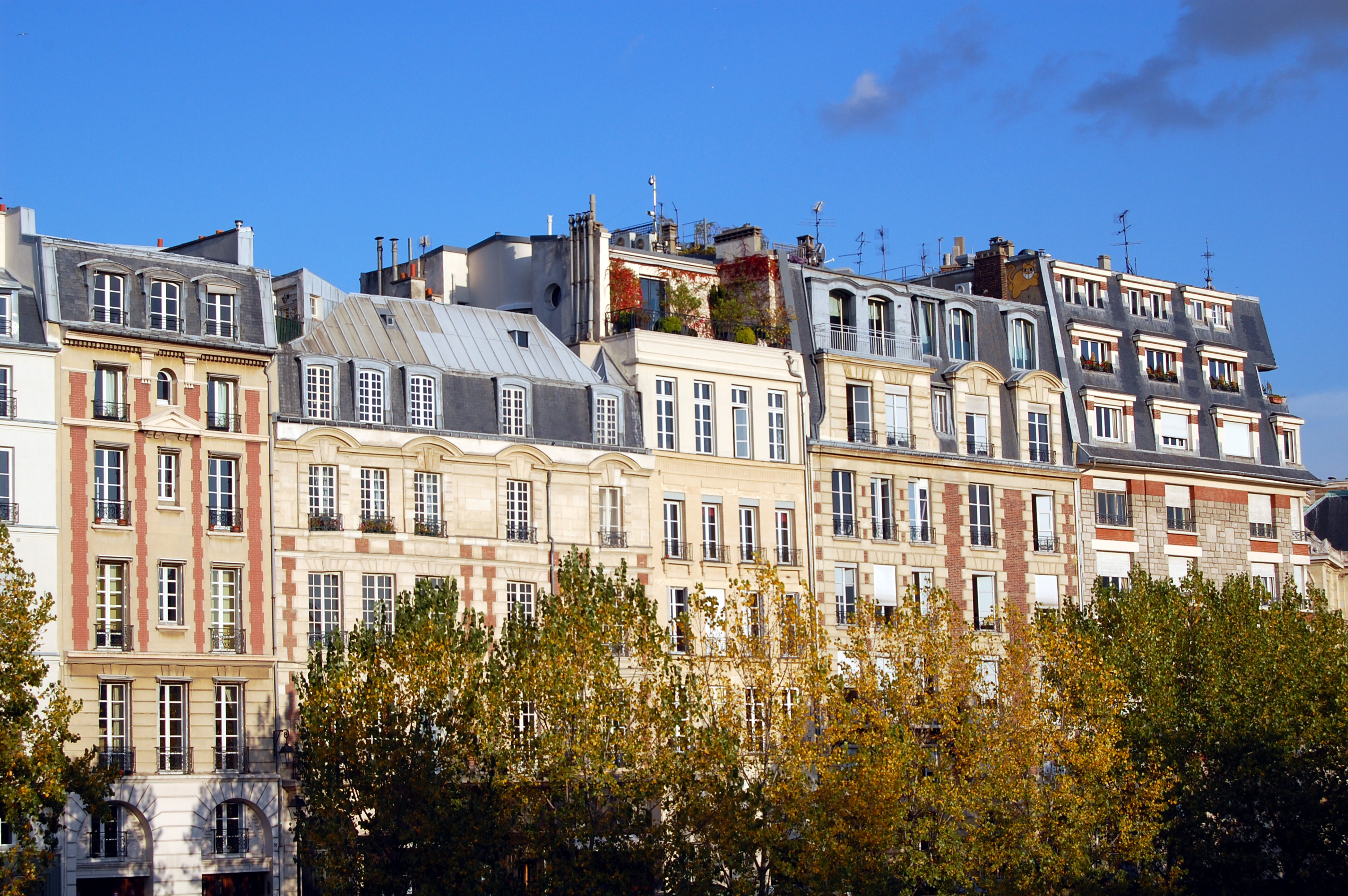
Acoperişuri din Île de la Cité
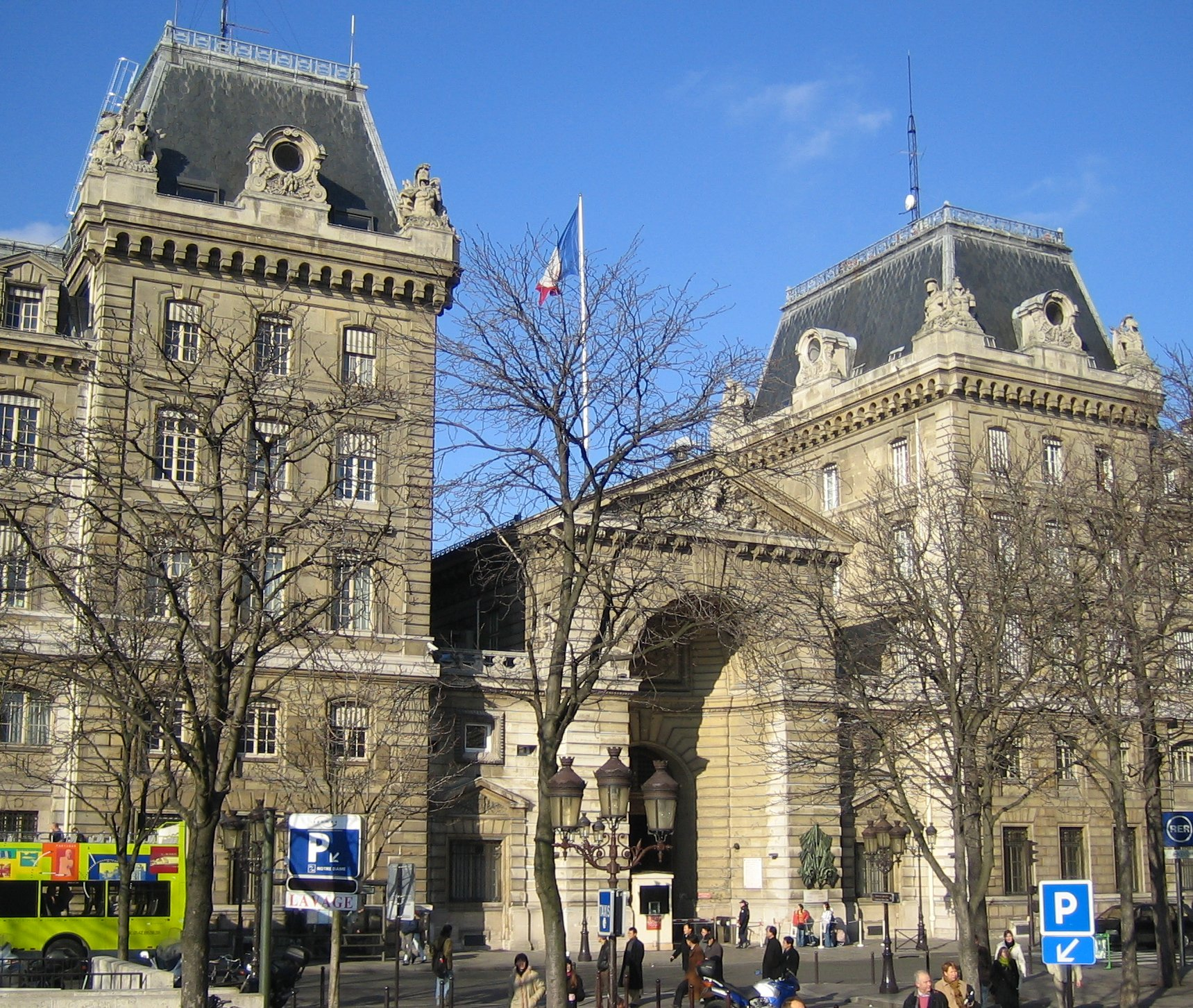
Préfecture de Police
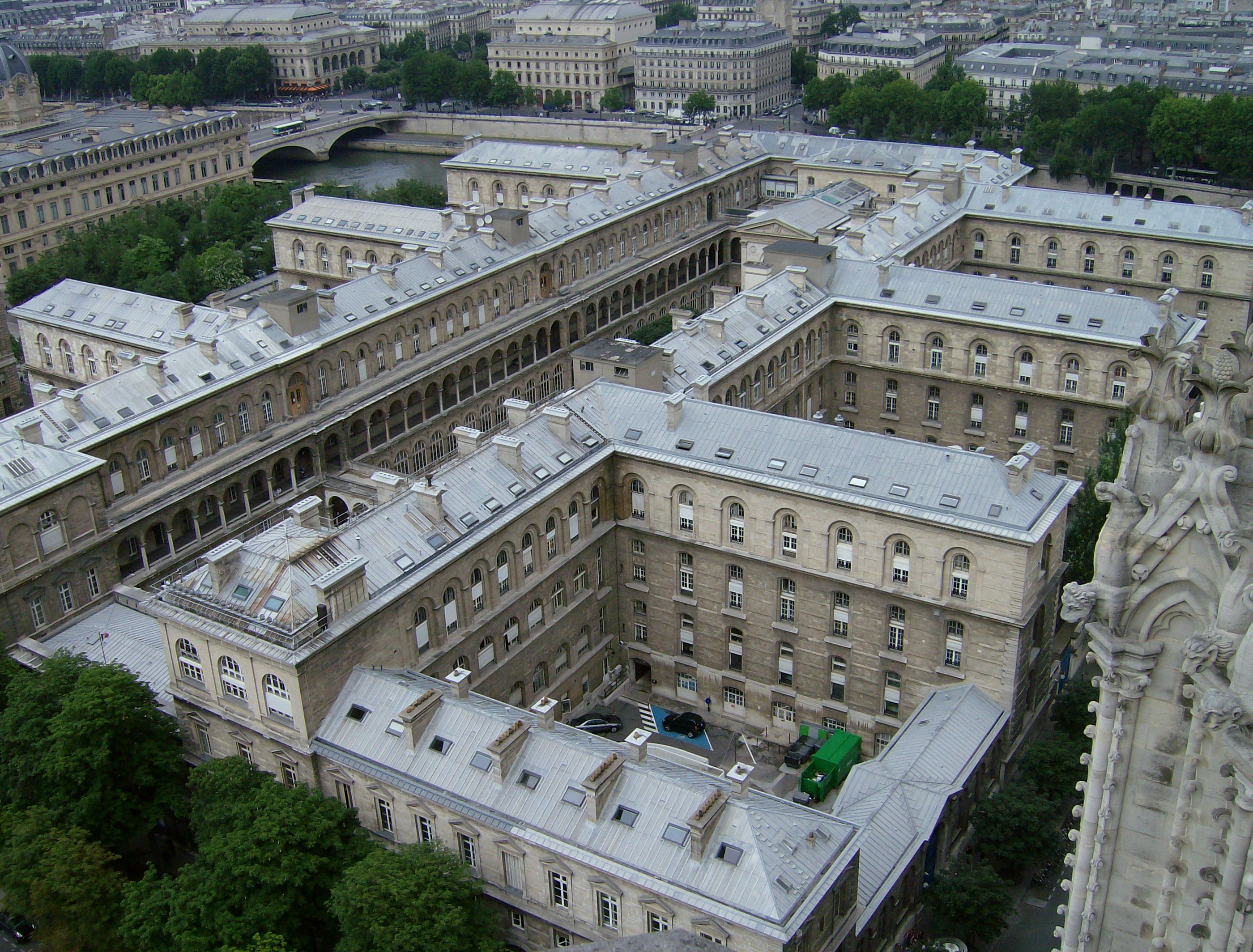
Hôtel-Dieu
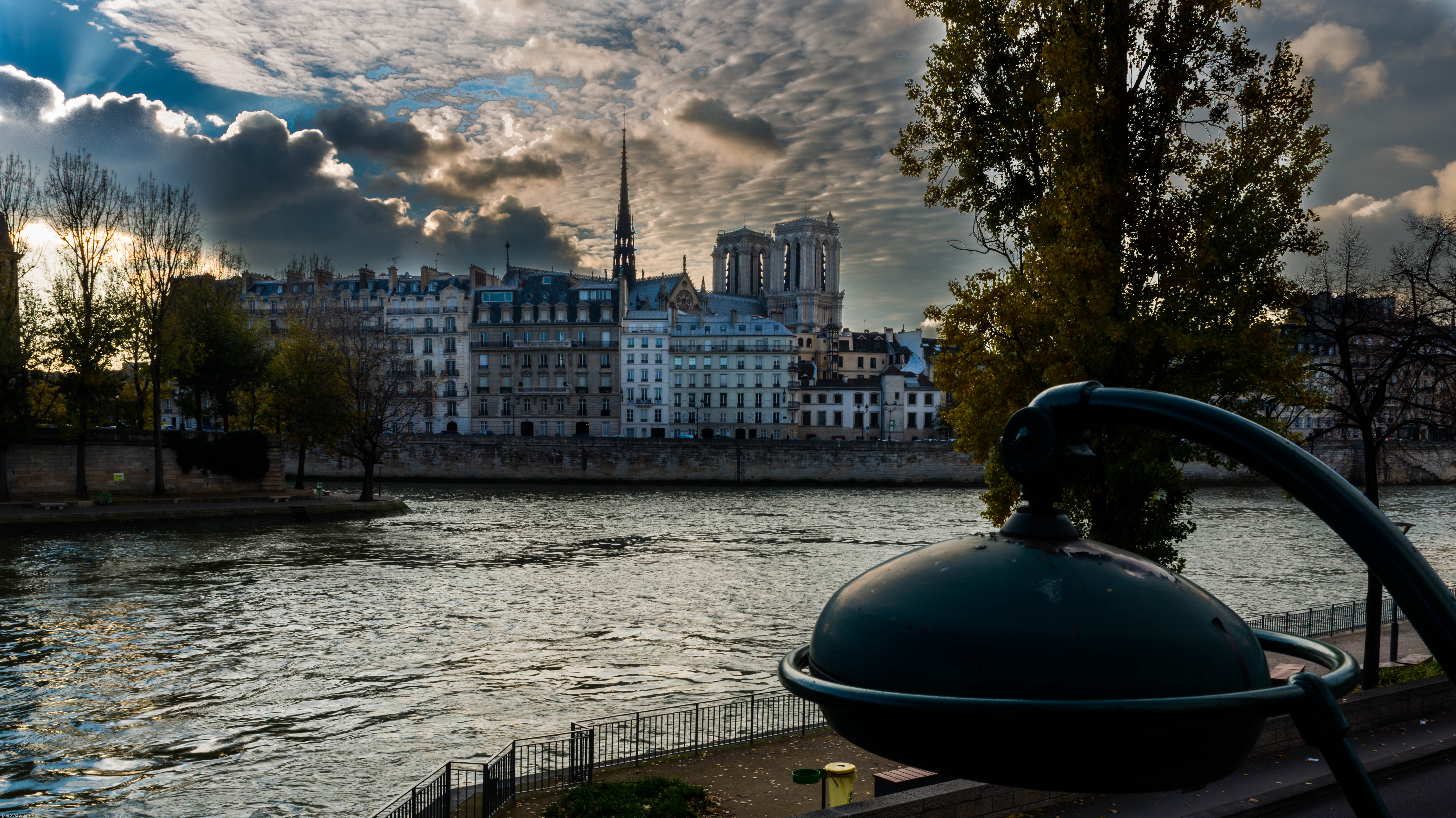
Île de la Cité, văzută de pe malul drept al Senei
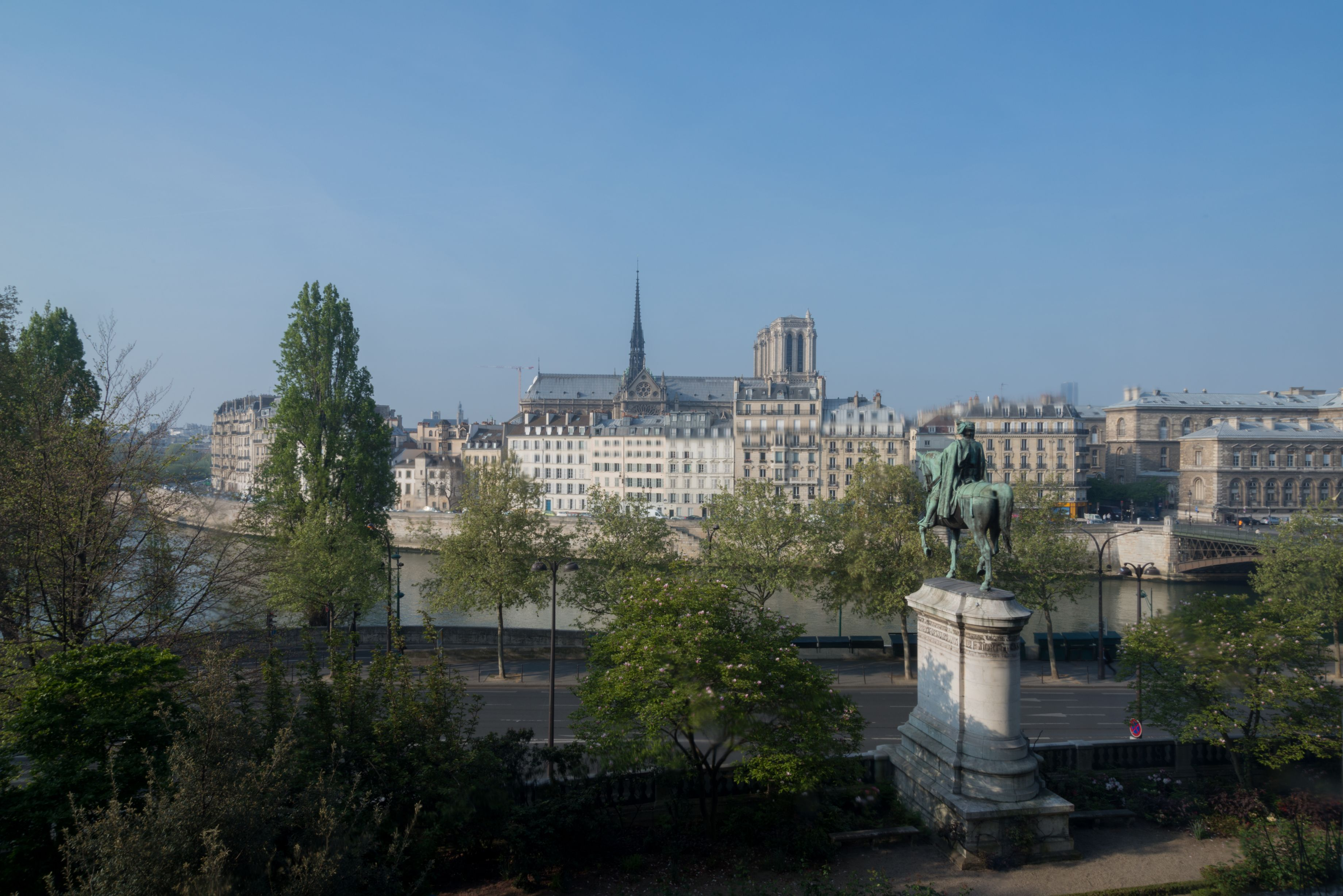
Île de la Cité, văzută dinspre Primăria Parisului (Hôtel de Ville de Paris)